# No. 41 Squadron RAF
Le 41e Escadron de la Royal Air Force est aujourd'hui le Typhoon Test and Evaluation Squadron (« TES ») de la RAF, basé à RAF Coningsby, Lincolnshire. Son titre officiel est "41 TES". L'escadron a été formé en 1916 pendant la Première Guerre mondiale (au sein du Royal Flying Corps) et a servi sur le front occidental en tant qu'escadron d'attaque au sol et de chasse. Dissout en 1919, il a été reformé en 1923 et est resté en service au Royaume-Uni jusqu'en 1935. Il a été ensuite déployé à Aden pendant la crise abyssine.
Pendant la Seconde Guerre mondiale, l'escadron est équipé des chasseurs Supermarine Spitfire et participe aux opérations de Dunkerque ainsi qu'à la bataille d'Angleterre dans les premières années de la guerre. Ces opérations sont menées depuis la Grande-Bretagne au-dessus de l'Europe occupée par les Allemands de 1941 à 1944, avant que l'escadron ne se déplace vers le continent après le débarquement de Normandie le 6 juin 1944. De 1944 à 1945, l'escadron soutient l'avancée alliée en Allemagne. Il y reste jusqu'au milieu de 1946 dans le cadre de la force d'occupation après la fin des hostilités.
Dans les années d'après-guerre, l'escadron est dissous et reformé plusieurs fois, utilisant plusieurs types d'avions à réaction dans les rôles de chasseurs, d'appareils de reconnaissance, d'intercepteurs et pour les tests et évaluation de la RAF. En 2006, l'escadron est renommé Fast Jet & Weapons Operational Evaluation Unit (Unité d'Evaluation Opérationnelle des Jets Rapides et des Armes). Il est resté dans ce rôle jusqu'en 2010, date à laquelle il est devenu l'escadron de test et d'évaluation de la RAF.

## Histoire

### Première Guerre mondiale (1916-1919)
Le 41e Escadron Royal Flying Corps est formé à l'origine à Fort Rowner, RAF à Gosport, à la mi-avril 1916 avec un noyau d'hommes du 28e Escadron RFC. Le 22 mai 1916, l'escadron est dissous pour devenir le "27 Reserve Squadron RFC".
Le 41e Escadron est reformé le 14 juillet 1916 avec un noyau d'hommes du 27e Escadron de réserve et équipé du Vickers FB5 "Gun Bus" et de l'Airco DH2 "Scout". Ceux-ci sont remplacés début septembre 1916 par les Royal Aircraft Factory FE8. Ce sont ces appareils que l'escadron emmènera lors de son déploiement en France le 15 octobre 1916. Dix-huit avions quittent Gosport pour le vol de 225 milles (362 km) à destination de Saint-Omer. Seuls 12 l'ont fait réellement, les autres appareils atterrissant ailleurs à cause de problèmes techniques. Les 12 pilotes arrivés ont passé une semaine à Saint-Omer avant de déménager à Abeele, où les équipes au sol les ont rejoints par la route, et les six pilotes restants par chemin de fer, sans leur avion.
L'avion FE8 était déjà obsolète en tant que chasseur pur, et le n°41 l'utilisait principalement pour l'attaque au sol. Le 24 janvier 1917, l'escadre remporte ses premières victoires. Celles-ci sont à mettre au crédit du Sgt Pilote Cecil Tooms, qui lui-même est tué au combat seulement quatre heures plus tard. Bien qu'équipé de FE8, l'escadron participe à la bataille d'Arras (avril-mai 1917) et à la bataille de Messines (juin 1917). À cette époque, l'unité est devenue le dernier escadron de chasse «pousseur» du RFC. En juillet 1917, les appareils du n° 41 sont rééquipés de chasseurs DH 5, ce qui se révèle décevant ; en octobre 1917, l'escadron reçoit enfin des chasseurs SE5a qu'il gardera pour la durée de la guerre.
L'escadron a été décoré pour service distingué lors de la bataille de Cambrai (novembre 1917), puis lors de l'offensive allemande du printemps (mars 1918) et de la bataille d'Amiens (août 1918). Le 41e Escadron a remporté sa dernière victoire de la guerre deux jours avant la cessation des hostilités.
Après la fin des hostilités, l'unité est réduite à un cadre de seulement 16 hommes le 7 février 1919 et est renvoyée au Royaume-Uni. Leur nouvelle base devient Tangmere. L'escadron est déplacé à Croydon, dans le Surrey, début octobre et officiellement dissous le 31 décembre 1919.
Pendant la guerre, quelque dix-sept as ont servi avec le 41e Escadron, dont : William Gordon Claxton, Frederick McCall, William Ernest Shields, MacLean, le futur vice-maréchal de l'air Meredith Thomas. L'unité a compté un nombre remarquable d'as canadiens : dix sur dix-sept. Les pilotes et les équipes au sol de l'escadron ont reçu quatre DSO, six MC, neuf DFC, deux MM et quatre Mentions in Dispatches pour leur service pendant la Première Guerre mondiale avec l'unité.
Les pilotes ont été crédités de la destruction de 111 avions et 14 ballons. Ils ont abattu 112 avions en les mettant hors de contrôle et abattu 25 avions et cinq ballons. Trente-neuf hommes ont été tués ou sont morts en service actif, 48 ont été blessés ou blessés et 20 pilotes ont été faits prisonniers de guerre.

### Entre-deux-guerres (1923-1939)

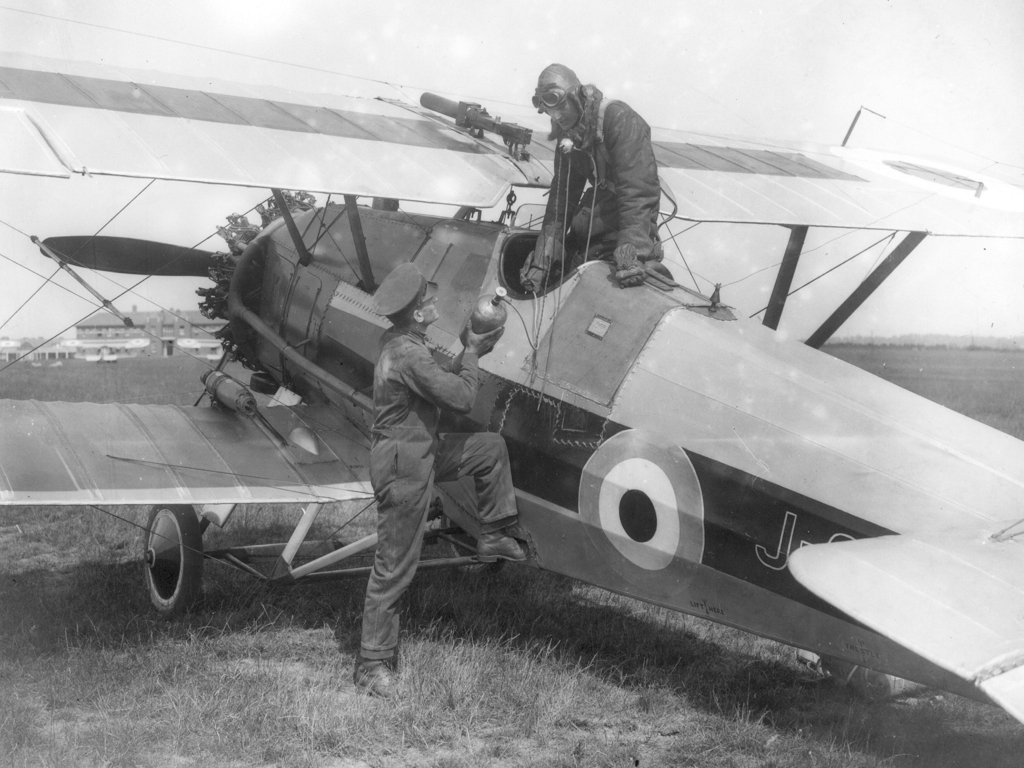
RAF Armstrong-Whitworth Siskin IIIa du 41e Escadron à Northolt en cours d'entretien avec de l'oxygène.

L'escadron se reforme sur la base RAF Northolt le 1er avril 1923, équipé du Sopwith Snipe. En 1924, il commence à recevoir les premiers biplans Armstrong Whitworth Siskin III. Le 27 juillet 1929, onze avions du 41e Escadron s'envolent pour Calais pour rencontrer le pionnier de l'aviation français Louis Blériot et l'escorter à Douvres dans une reconstitution de la première traversée de la Manche 20 ans plus tôt.
Le 9 octobre 1930, à la suite de la catastrophe du dirigeable R101 à Beauvais, en France, les pilotes et le personnel au sol du 41e Escadron forment une partie de la garde d'honneur pour le cortège funèbre des 48 victimes au palais de Westminster. Parmi les morts figurent le secrétaire d'État de l'Air, le Brigadier Général Lord Christopher Thomson (PC, CBE, DSO) et le directeur de l'Aviation civile, le vice-maréchal de l'air Sir Sefton Brancker (KCB, AFC). Des milliers de personnes défilent pour rendre un dernier hommage aux victimes.
Au cours des années 1930, les démonstrations, les sports, les compétitions, les exercices tactiques et la pratique du vol font partie de l'activité régulière de l'escadron. À l'été 1934, le 41e Escadron effectue même une démonstration de vol pour la "South Bucks Mothers Union" (l'union des mères du district de South Bucks). Le 1er juillet 1935, le 41e Escadron escorte un avion de l'Imperial Airways à Bruxelles, avec le duc et la duchesse d'York à bord, où ils assistent à des réceptions pour la Semaine britannique à l'Exposition internationale.
Au cours de cette période, le 41e Escadron reçoit également la visite d'un certain nombre de dignitaires gouvernementaux et militaires britanniques et étrangers. L'un des premiers est le général japonais Matsui Iwane qui, après la Seconde Guerre mondiale, a été tenu pour responsable du massacre de Nankin en 1937, au cours duquel ses armées ont assassiné environ 300 000 civils chinois.

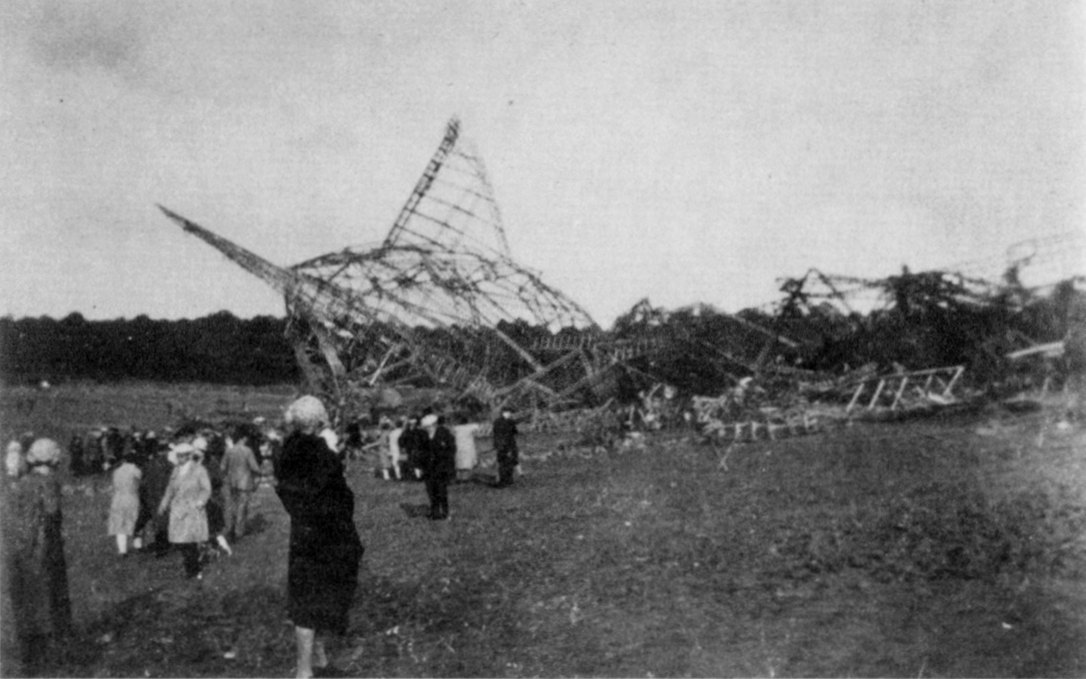
Catastrophe du R101 : les pilotes et l'équipe au sol du 41e Escadron faisaient partie de la garde d'honneur pour le cortège funèbre des 48 victimes au palais de Westminster le 9 octobre 1930.

En octobre 1935, l'escadron est envoyé dans le protectorat d'Aden pour assurer une présence dans la région pendant la crise abyssine de 1935-1936. Il revient au Royaume-Uni en août 1936. Il est ensuite stationné sur la base RAF Catterick, dans le Yorkshire, à partir de septembre 1936 où il reste jusqu'en mai 1940.
En avril 1937, l'insigne et la devise du 41e Escadron, "Seek and Destroy" ("cherche et détruit"), est dévoilé pour la première fois et présenté à l'escadron par l'Air Chief Marshal Sir Hugh Dowding (KCB, CMG). L'insigne est une croix rouge à double bras sur fond blanc, adaptée des armoiries de la ville française de Saint-Omer (lieu de la première affectation opérationnelle hors Royaume-Uni de l'escadron, en octobre 1916).
Le 30 décembre 1938, le 41e Escadron reçoit en dotation le Supermarine Spitfire, devenant ainsi le troisième escadron de la RAF à le recevoir. Début février 1939, l'escadron reçoit un effectif complet de 20 Spitfire Mark I.
Environ 200 pilotes ont servi avec le 41e Escadron entre le 1er avril 1923 et le 2 septembre 1939 : dix commodores de l'air, neuf vice-maréchaux de l'air, deux maréchaux de l'air et deux maréchaux en chef de l'air en sont issus. Au cours de ces mêmes années, onze hommes ont été tués, trois blessés dans des accidents de vol et trois blessés dans des accidents de personnel navigant au sol.

### Seconde Guerre mondiale (1939-1945)

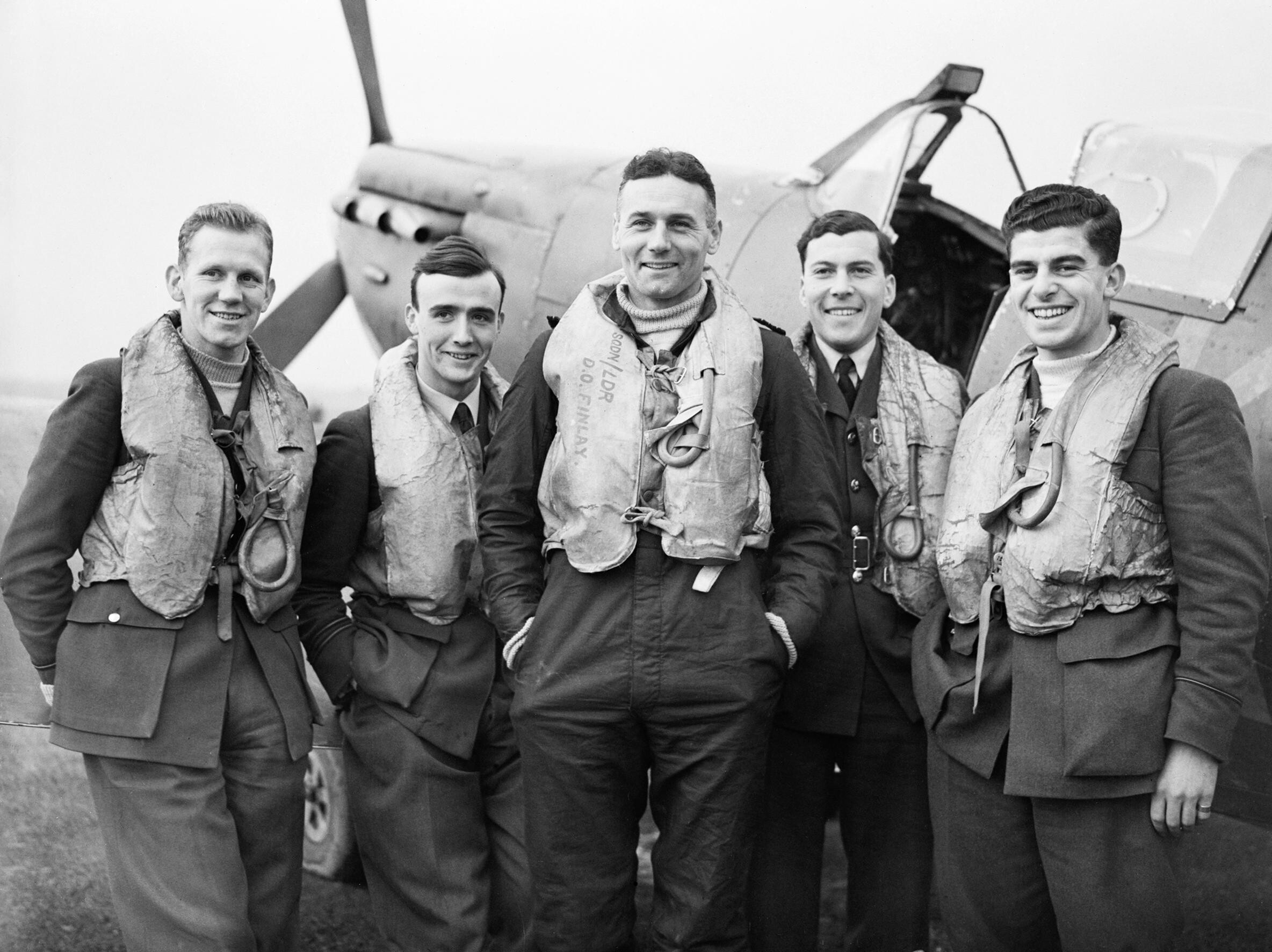
Fg Off John Mackenzie (DFC, RNZAF), Flt Lt Tony Lovell (DFC), Sqn Ldr Don Finlay (OC 41 Squadron), Flt Lt Norman Ryder (DFC) et Plt Off Roy Ford, RAF Hornchurch, fin novembre 1940.

Après la déclaration de guerre du 3 septembre 1939, le 41e Escadron passe les premiers mois en patrouilles de routine monotones dans le nord de l'Angleterre. Fin mai 1940, l'escadron s'envole vers le sud jusqu'à la base RAF Hornchurch pour participer à l'évacuation de Dunkerque. Douze jours plus tard, il revient à la base RAF Catterick : six avions de l'Axe ont été détruits et un probable mais perd deux pilotes, le premier pilote de l'escadron est tué au combat et le premier est manquant en tant que prisonnier de guerre. Après quelques semaines de repos, l'escadron repart vers le sud le 26 juillet 1940, pour participer à la première phase de la bataille d'Angleterre. Au cours de son tour d'opération de deux semaines, l'escadron revendique 10 avions de l'Axe détruits, quatre probables et trois endommagés, pour la perte d'un pilote tué et d'un deuxième blessé.
Encore une fois, le 41e Escadron retourne vers le nord à Catterick pour quelques semaines de repos mais revient à Hornchurch le 3 septembre 1940, où il reste jusqu'à la fin février 1941. Il est désormais présent au cœur de la bataille d'Angleterre. Le 5 septembre, l'escadron connaît l'une de ses journées les plus noires : le commandant de l'escadron et le commandant de l'escadrille B sont tués au combat et trois autres pilotes sont abattus, deux sont blessés au combat ; l'un d'eux devra être hospitalisé pendant six mois.
Le 31 octobre 1940, la bataille d'Angleterre est considérée comme officiellement terminée. 49 pilotes ont volé au sein de l'escadron entre le 10 juillet et le 31 octobre 1940 : 42 sont britanniques, 2 canadiens, 2 irlandais et 2 néo-zélandais. 10 ont été tués et 12 blessés au combat (soit 44% de perte définitive ou temporaire). L'escadron a remporté plus de 100 victoires de juillet 1940 à la fin de cette année 1940.

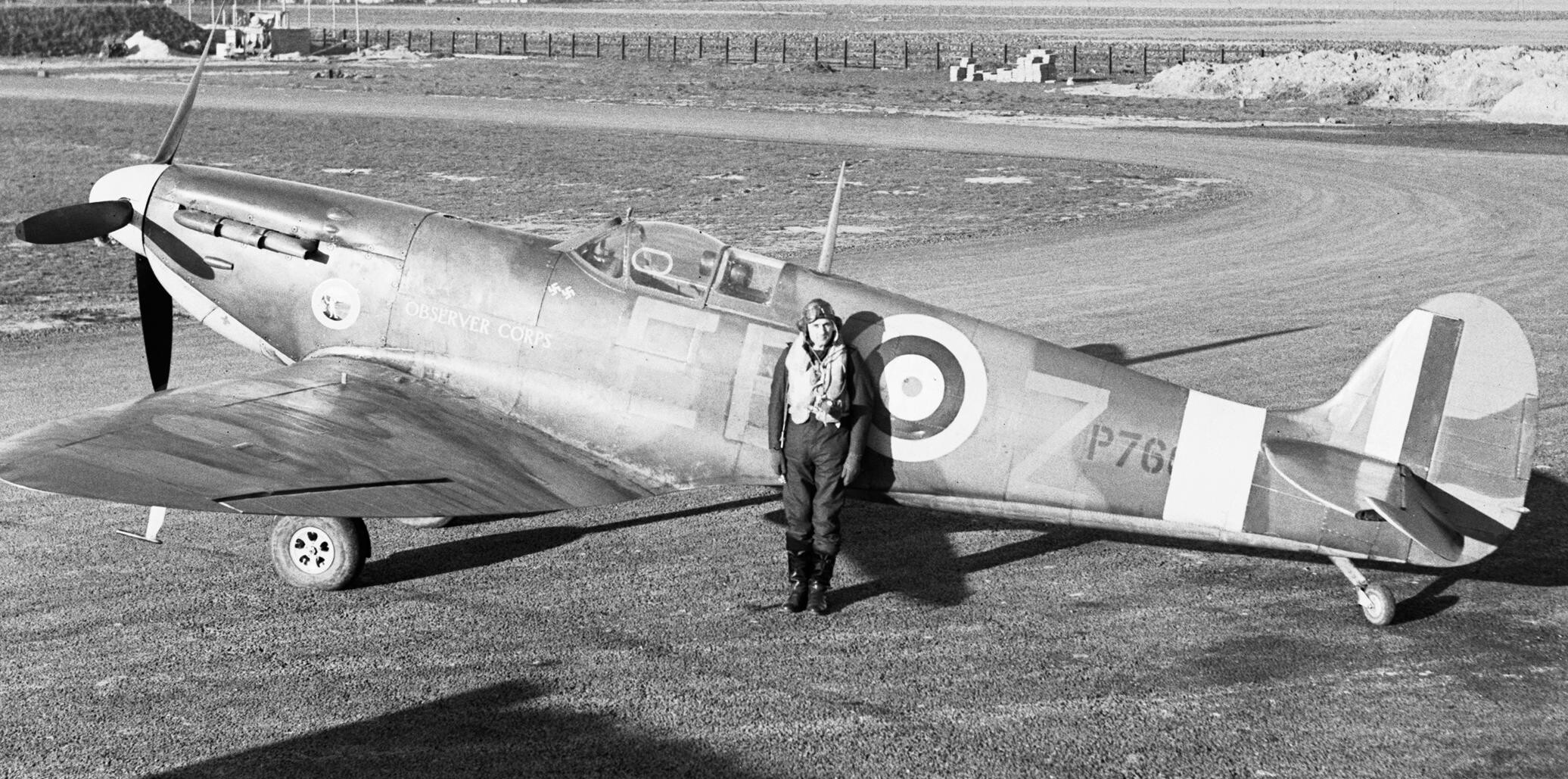
Sqn Ldr Donald O. Finlay, OC 41 Squadron, debout devant son Spitfire IIa, P7666, EB-Z, qui était sa monture personnelle. Il a revendiqué un Me109 détruit lors de sa première sortie le jour de la livraison de l'avion, le 23 novembre 1940.

Le 23 février 1941, l'escadron retourne à Catterick pour une pause bien méritée. Seuls quatre pilotes sont survivants sur les 18 d'origine qui ont atterri à Hornchurch le 3 septembre 1940. Cependant, en réalité, le bilan est bien pire : 16 pilotes ont été tués, cinq blessés et hospitalisés (qui ne sont pas revenus) et 15 affectés ailleurs (soit un total de 36 pilotes manquants) : une perte de 200 % depuis le déploiement de l'unité à Hornchurch début septembre. L'escadron a son quatrième commandant en dix mois.
Après cinq mois de repos à Catterick au cours desquels les derniers pilotes endurcis de la bataille d'Angleterre sont partis et de nouvelles recrues ont rejoint le programme d'entraînement aérien du Commonwealth britannique, l'escadron est basé à Merston, dans le Sussex, le 28 juillet 1941, pour rejoindre le Wing à Tangmere, où le Wing Commander est Douglas Bader. Il s'ensuit une intense période d'activité offensive sur la France.
Le 12 février 1942, le 41e Escadron participe à l'attaque contre les navires Prinz Eugen, Scharnhorst et Gneisenau de la Kriegsmarine allemande qui tentent de s'échapper de Brest et de remonter la Manche afin de retrouver la sécurité de leurs ports d'attache en traversant la Manche. Au cours de ces actions, le 41e Escadron revendique trois avions allemands détruits et un endommagé mais perd un pilote.
L'escadron a également soutenu le malheureux débarquement canadien à Dieppe (opération Jubilee) le 19 août 1942, accomplissant trois missions au-dessus des plages. Les pilotes sont revenus du troisième raid sans l'officier commandant, le Sqn Ldr Geoffrey Hyde, qui a été touché par la Flak et tué ; il a été la seule victime de l'escadron ce jour-là.
Fatigué, après un été chargé sur la côte sud à repousser les Me109 et les FW190, l'escadron a été retiré des opérations jusqu'en février 1943 et envoyé à Llanbedr, au Pays de Galles, pour une longue période de repos. Cela a été le début d'une période intensive de roulement dans les rangs de l'unité pour que les hommes se reposent et que de nouveaux pilotes arrivent.
En février 1943, l'unité est devenue le premier des deux seuls escadrons à recevoir le nouveau Mark XII. Après s'être reposé, rééquipé et entraîné sur le nouvel avion, l'escadron est renvoyé au combat en avril 1943 et remporte sa première victoire le 17 avril. C'est aussi la première victoire de la RAF avec le Mk. Spitfire XII.

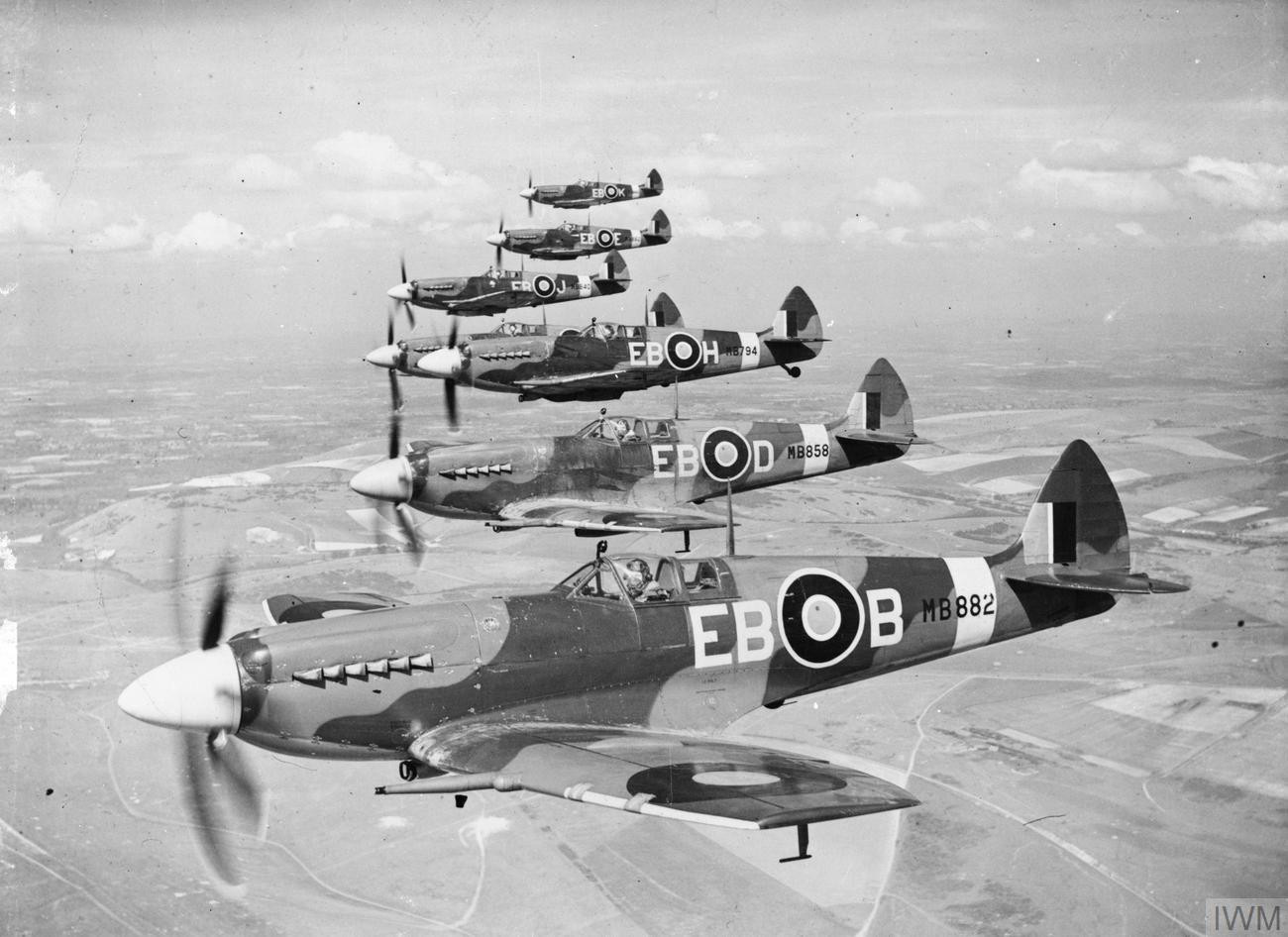
Spitfire XII du 41e Escadron sur une photographie du ministère de l'Air datée du 12 avril 1944. Le Flt Lt Don Smith RAAF pilote l'avion au premier plan.

À partir de fin juin 1943, les escortes de bombardiers à grande échelle vers des cibles en France, en Belgique et aux Pays-Bas, sont devenues le quotidien de l'escadron et les escortes "Ramrod" (escorte de bombardiers et destructions de cibles). Ces formations sont composées de 50 à 150 forteresses volantes B-17 et maraudeurs B-26 escortés des chasseurs Spitfire.
Le 41e Escadron fourni un soutien aérien avant et tout au long du débarquement du jour J. Le 6 juin 1944, trois pilotes sont touchés par la Flak et un est tué. Le 19 juin, l'escadron est retiré du soutien aérien de la tête de pont en France et est déployé uniquement pour détruire la bombe volante V-1. Le 28 août 1944, l'escadron revendique le dernier de ses 53 V1 détruits pendant la guerre. Plusieurs pilotes ont réussi à les faire tomber après avoir épuisé toutes leurs munitions en volant à leurs côtés et en plaçant leurs propres bouts d'ailes sous ceux des V1. Les variations du vent entre les deux bouts d'aile étaient suffisants pour perturber le gyroscope du V1 et l'envoyer s'écraser au sol.
L'escadron a été rééquipé avec le Spitfire XIV en septembre 1944 et au cours des trois mois qui ont suivi. Il a participé à l'opération "Big Ben" contre les sites de lancement V2, à l'opération Market Garden, aux opérations de la campagne de Walcheren et à la Campagne pétrolière alliée sur l'Allemagne.
Début décembre 1944 s'installe sur le continent à Diest en Belgique. Les cibles au sol sont la principale proie de l'escadron en tant que membre de la 125e Escadre. L'unité attaque tout ce qui se déplace sur la route, le rail ou les canaux en Allemagne. Opérant si près du sol, la Flak a donc fait des ravages sur les pilotes et les avions. Un pilote a été tué, trois blessés et deux abattus et faits prisonniers.
En avril 1945, l'escadron avance avec le front en progression et établit sa première base en Allemagne, juste au sud-ouest de la ville de Celle, à 140 milles (225 km) à l'ouest de Berlin et à une courte distance au sud-est du camp de concentration de Bergen-Belsen. En avril et début mai 1945, la résistance allemande s'effondre. Le 41e Escadron revendique 33 avions ennemis détruits, deux probablement détruits, trois endommagés dans les airs et 21 endommagés au sol, dans les 23 jours précédant le 3 mai 1945, ceci sans perte pour l'escadron.

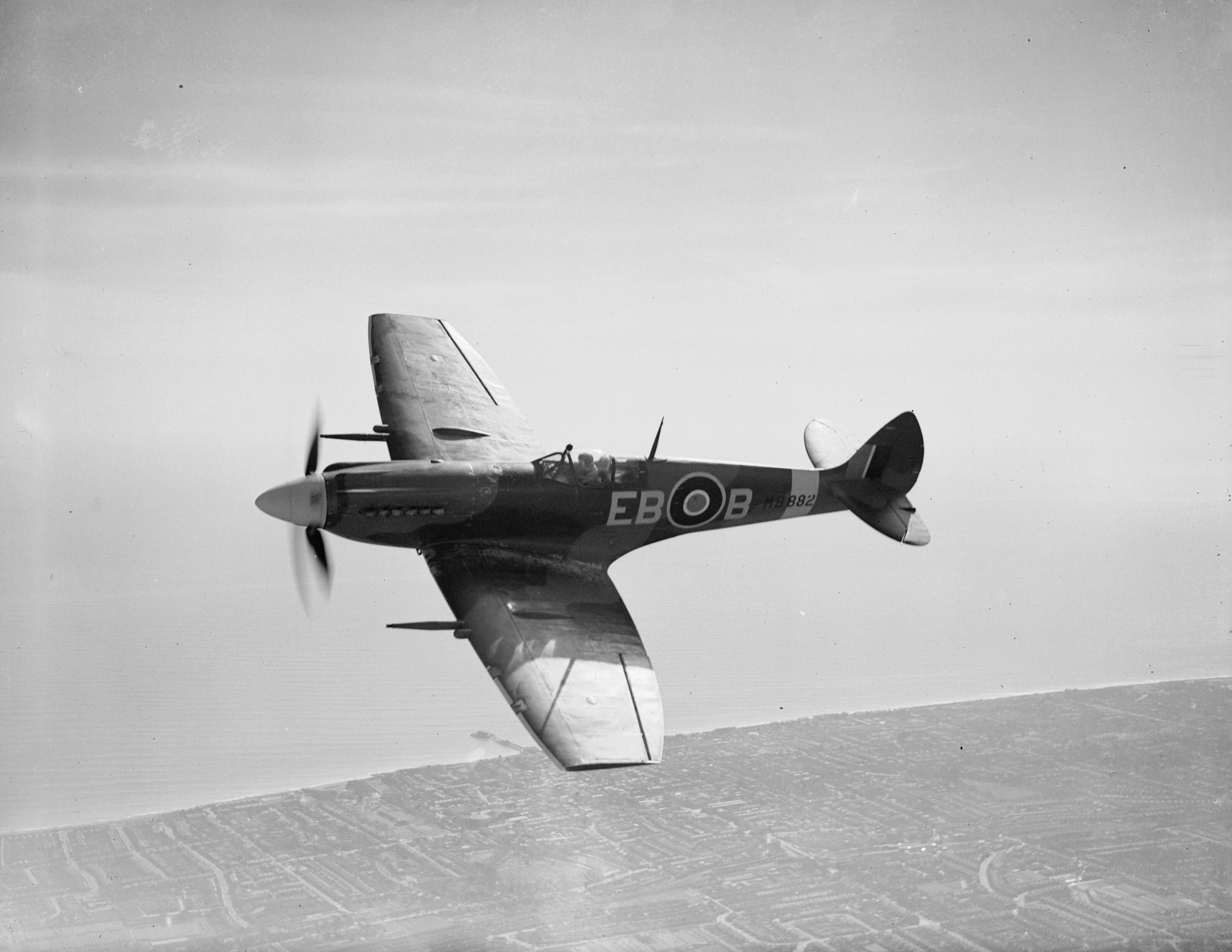
Spitfire XII, MB882, EB-B, 12 avril 1944. Cet avion était la monture personnelle de deux commandants de vol consécutifs, le Flt Lt Don Smith RAAF et le Flt Lt Terry Spencer.

Après la cessation des hostilités, l'escadron est basé un court moment à Kastrup (banlieue de Copenhague) mais retourne ensuite en Allemagne où il fait partie des forces d'occupation alliées. À la fin de la guerre, le 41e Escadron revendique 200 avions détruits, 61 probablement détruits, 109 endommagés et 53 V-1 détruits. Le 31 mars 1946, toujours basé sur le continent, le 41e Escadron est dissous par renumérotation en 26e escadron.
L'escadron a eu deux mascottes pendant la guerre : «Wimpy», un Bull Terrier avec le bout d'une oreille manquant, à Catterick (1939-1940) et «Perkin», un grand caniche français noir, entre 1943-1944). Les 325 pilotes de l'escadron de la Seconde Guerre mondiale venaient de Grande-Bretagne, d'Australie, d'Autriche, de Belgique, du Canada, de Tchécoslovaquie, de France, de la république d'Irlande, des Pays-Bas, de Nouvelle-Zélande, de Norvège, de Palestine, de Pologne, de Russie blanche, de Rhodésie, d'Afrique du Sud, de Trinidad, d'Uruguay, des États-Unis et du Zululand.
Les pilotes du 41e Escadron ont reçu trois DSO, 21 DFC, un DFM et une citation pendant le conflit. Soixante-quatre ont été tués au combat ou sont morts en service actif, 58 ont été blessés au combat ou blessés dans des accidents, trois ont été abattus mais ont échappé à la capture et sont retournés au Royaume-Uni. 21 pilotes ont été abattus et sont devenus prisonniers de guerre. L'âge moyen d'un homme décédé en service était de 23 ans et demi.

### Après-guerre (1946–2006)

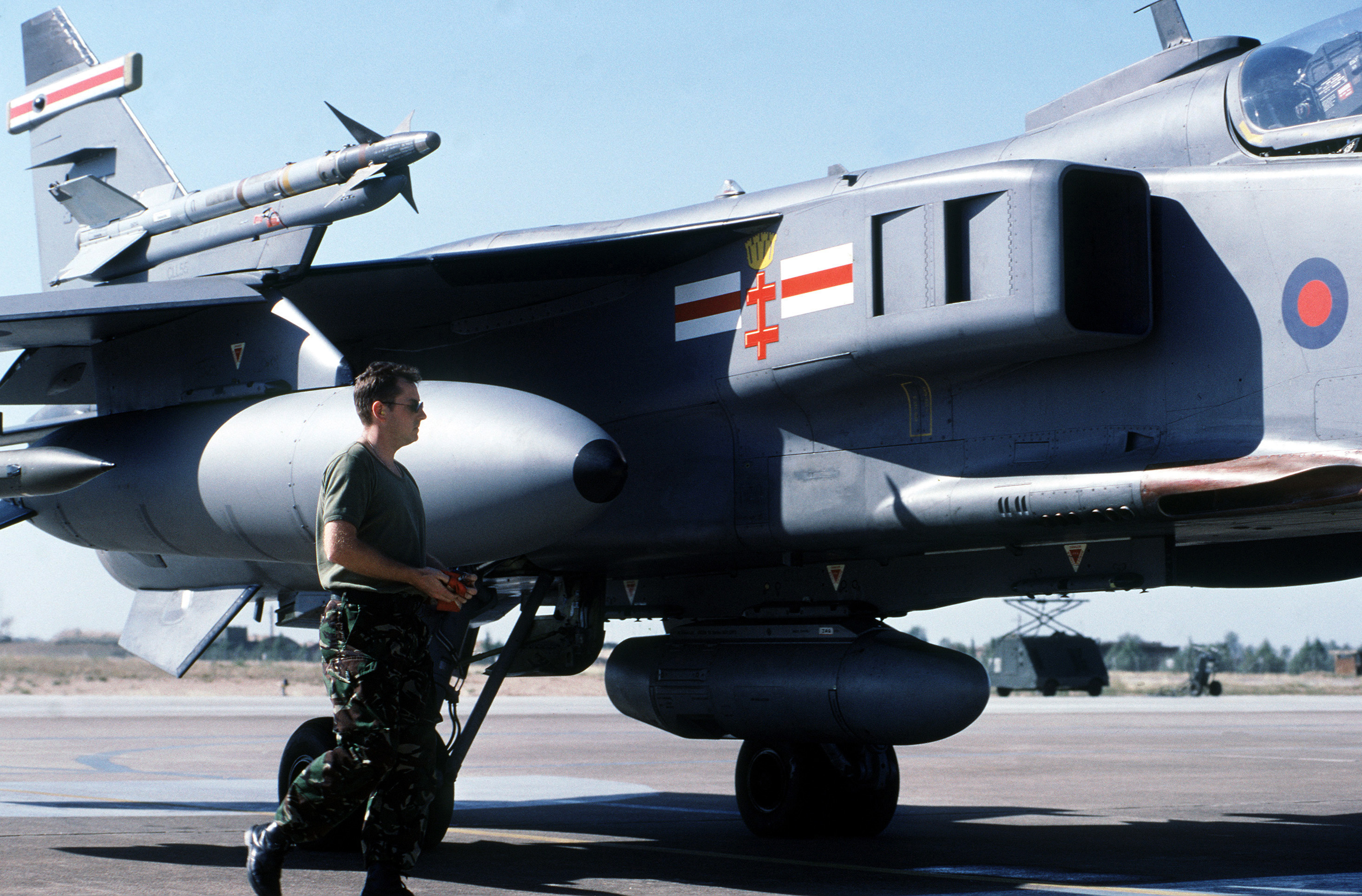
Un Jaguar GR3 du 41 Sqn lors de "l'opération Northern Watch" en 1999.

Le 1er avril 1946, un jour seulement après avoir été dissous en Allemagne, le 41e Escadron a été reformé à la base RAF Dalcross en Écosse en tant qu'escadron de chasse, en étant renuméroté 122e Escadron et en étant équipé du Supermarine Spitfire Mk. F.21.
L'escadron a utilisé ses Spitfires pour la dernière fois le 18 août 1947 et est devenu le 41e Escadron de vol aux instruments, équipé des Airspeed Oxfords et North American Harvard. En juin 1948, l'escadron est revenu à la chasse et a été rééquipé du De Havilland Hornet F1, suivi plus tard du F3.
Le 41e Escadron redevient une unité de chasse de jour en janvier 1951 et entre dans l'ère des avions à réaction avec le Gloster Meteor F.4. En avril 1951, ceux-ci sont remplacés par le Gloster Meteor F.8 et quatre ans plus tard, l'escadron reçoit le Hawker Hunter F.5. Le 14 juillet 1957, l'escadron reçoit une note présentant les honneurs de bataille de l'unité par le CAS, le maréchal de l'air Sir Theodore McEvoy (KCB, CBE), qui avait servi trois ans avec le 41e Escadron en tant que jeune officier après avoir obtenu son diplôme du RAF Collège, Cranwell en 1925.
Cependant, le 15 janvier 1958, dans le cadre d'un plan visant à réduire la taille du RAF Fighter Command, le 41 Squadron subit le même sort que les 600 et 615 Squadrons avant lui : il est dissous.
Avec le départ du 41e Escadron de la RAF, Biggin Hill cesse d'être un aérodrome du Fighter Command, son infrastructure étant désormais considérée comme obsolète pour les exigences de la guerre moderne. Les pistes sont devenues trop courtes pour la nouvelle génération d'avions de la RAF et, en raison du développement urbain envahissant et des voies aériennes civiles qui passent maintenant au-dessus, la base n'est plus dans un emplacement utilisable. Le Fighter Command a officiellement quitté la base le 1er mars 1958.
Le 41e Escadron a été le dernier escadron de chasse à être basé à Biggin Hill. Le départ de l'unité marque la fin d'une époque pour la base dans tous les sens du terme, puisque par la suite, elle fut reléguée au statut non opérationnel et uniquement utilisée par le London University Air Squadron.

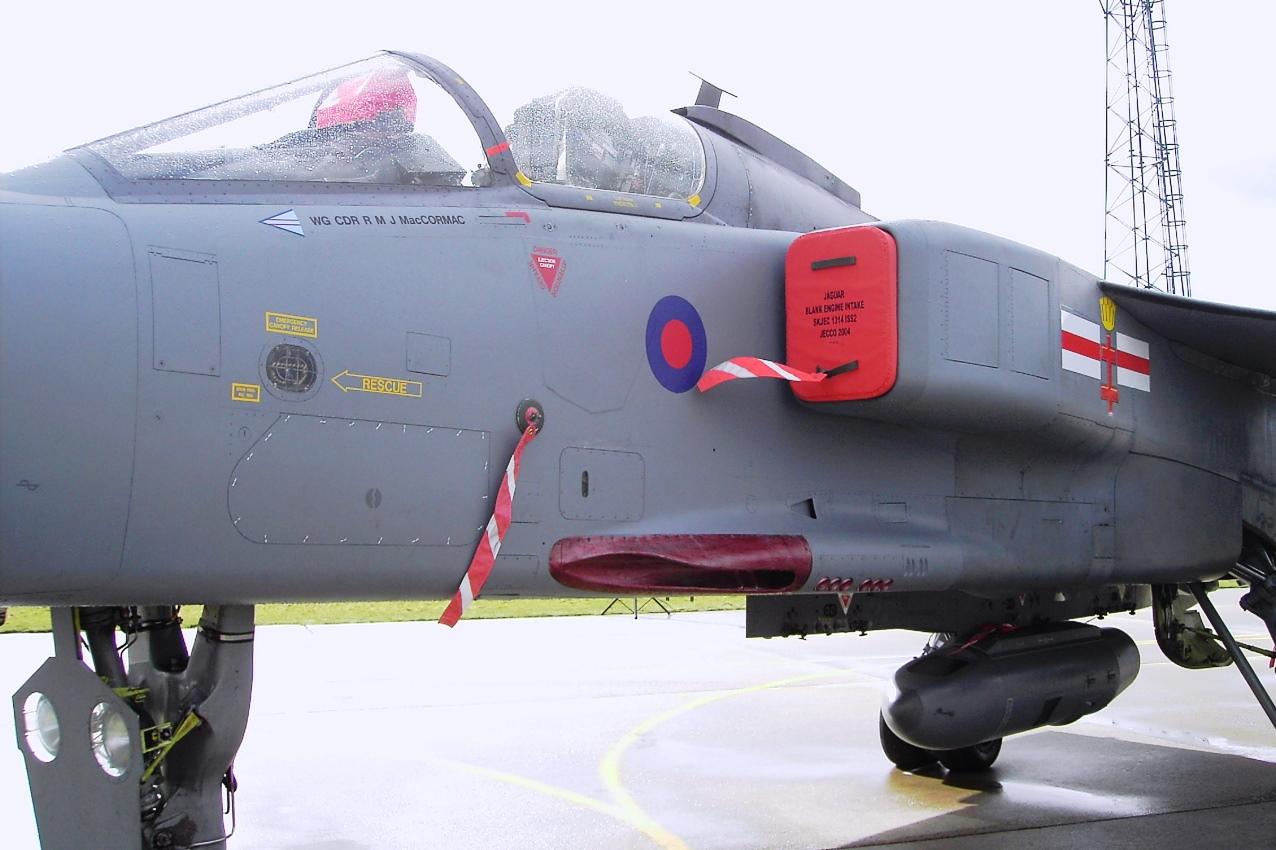
La Jaguar de l'officier sortant commandant le 41e Escadron, Wg Cdr RMJ 'Dick' MacCormac, RAF Coltishall, 1er avril 2006

Le 16 janvier 1958, juste un jour après avoir été dissous, le 141 Squadron, basé à la base RAF Coltishall, laisse tomber le '1' au début de son numéro et renaît ainsi sous le nom de 41 Squadron ! Ce faisant, le nouveau 41e Escadron a automatiquement absorbé les combattants et le personnel tout temps volant sur Gloster Javelin FAW.4 du 141.
La norme du 41e Escadron a été remise au 141e Escadron le 16 janvier 1958 lors d'une courte cérémonie à laquelle ont assisté entre autres le 11 Group's Air Officier commandant, le vice-maréchal de l'air Victor Bowling, lui-même pilote vétéran du 41e Escadron à partir de 1935.
L'escadron ne reste à Coltishall que six mois puis déménage à la base RAF Wattisham, près d'Ipswich, Suffolk, le 5 juillet 1958, où les Gloster Javelin FAW.4 ont été remplacés par des FAW.8 en janvier 1960. Pendant leur séjour, ils ont accueilli des chasseurs Dassault Super Mystère de l'Armée de l'air française lors de la visite d'État du président Charles de Gaulle en avril 1960. Le 41e Escadron a élu domicile à Wattisham pendant environ cinq ans et demi, avant que l'unité ne soit à nouveau dissoute, le 31 décembre 1963.
Le 1er septembre 1965, après une pause de 20 mois, le 41e Escadron est reformé sur la base RAF West Raynham mais cette fois sous une structure complètement différente. L'unité est devenue escadron de défense antimissiles sol-air, armé de missiles SAM Bloodhound Mk. II. Cependant, les modifications apportées au programme SAM ont entraîné la dissolution du 41e Escadron cinq ans plus tard, le 18 septembre 1970. L'étendard de l'escadron est déplacé à l'église Saint-Michel et Saint-Georges de la RAF West Raynham, pour être conservé.
En 1972, à la base RAF Coningsby, l'escadron renaît en tant qu'unité de reconnaissance et d'attaque au sol de chasseurs tactiques au sein du 38 Group Air Support Command. Un "Reconnaissance Intelligence Center" ou "RIC" est formé. Le RIC est composé d'un certain nombre de Laboratoires d'Exploitation de Reconnaissance Aérotransportables (ATREL) qui permettent le développement d'images et leur analyse ultérieure. Les ATREL peuvent être transportés par air ou par route et peuvent être déployés avec l'escadron vers des bases d'opérations avancées.

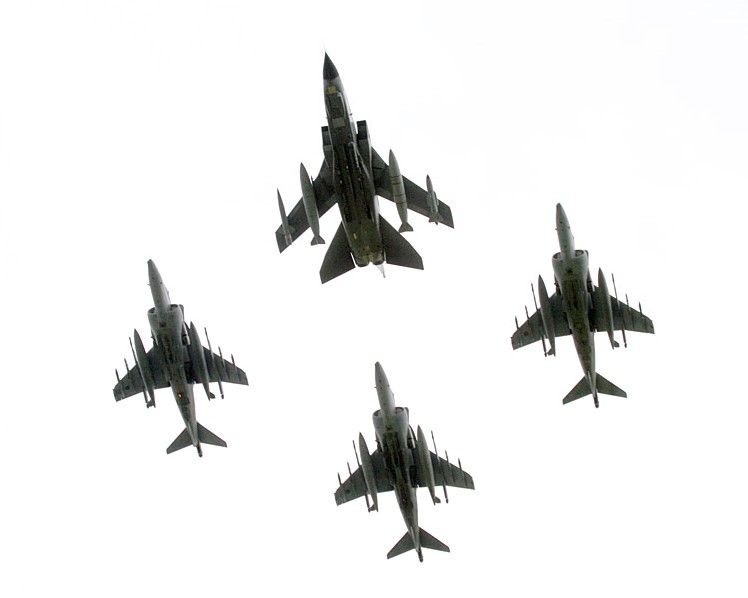
Un défilé aérien d'un Tornado du 41e Escadron et de trois Harriers du 41e Escadron, RAF Coningsby, octobre 2006.

L'escadron est équipé de McDonnell Douglas F-4 Phantom FGR.2 mais ceux-ci sont rapidement jugés inadaptés. Au cours des années qui suivent, une décision stratégique est prise de changer le rôle des Phantoms de la RAF d'un chasseur à un intercepteur. Cependant, cette modification a semé la consternation dans certains cercles car on estimait que l'escadron devait conserver son rôle d'unité de chasse et d'attaque au sol. Par conséquent, il a été décidé de dissoudre le 41e Escadron et de le reformer ailleurs pour lui permettre de le faire.
En préparation de ce changement, le "41 Designate Squadron" est formé sur la base RAF Coltishall le 1er juillet 1976. Les pilotes ont commencé leur formation en tant qu'unité de reconnaissance avec l'avion SEPECAT Jaguar GR.1. Le 31 mars 1977, le 41e Escadron est dissous à Coningsby. Cela a permis au 41e Escadron désignate de supprimer «Désignate» de son nom, de prendre possession de la norme, d'adopter l'insigne de l'escadron et de devenir le nouveau 41e Escadron prêt au combat à la base RAF Coltishall un jour plus tard.

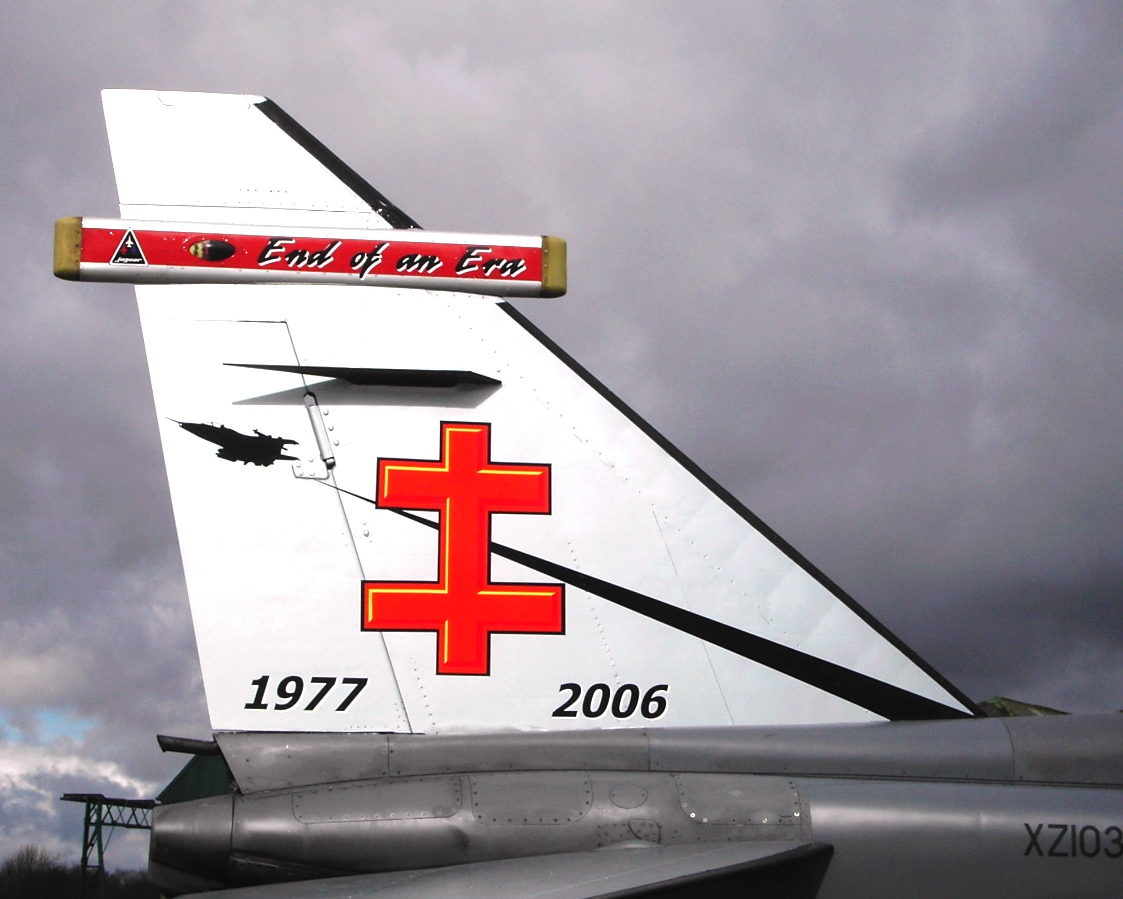
41e Escadron Jaguar XZ103 Tailfin, RAF Coltishall, 1er avril 2006.

Le rôle du 41e Escadron a changé pour la reconnaissance à basse altitude et, au début de 1978, il intègre la Réserve stratégique du SACEUR. En 1980, l'unité est affectée à la Force mobile du Commandement allié en Europe (exercices à Bardufoss en Norvège et en Méditerranée).
Dans son rôle de reconnaissance, l'unité a formé un RIC à Coltishall pour traiter et interpréter les photographies prises par les pilotes, à l'aide de capteurs situés dans une grande nacelle externe. Le film est transporté aux MAREL (Laboratoires Mobiles d'Exploitation de Reconnaissance Aérienne) pour traitement et interprétation. Idéalement, un rapport de mission peut être généré dans les 45 minutes suivant l'arrêt des moteurs.
Grâce à cette capacité, l'escadron, au début de 1991, pendant la Première Guerre du Golfe (Opération Granby, mais plus largement connue sous son nom américain, "Desert Storm"), un grand nombre de missions de reconnaissance et de bombardement sont effectuées contre les forces irakiennes avec des avions Jaguar GR.1A dans le cadre des forces de la coalition.
Dans la foulée, l'escadron est déployé sur la base Incirlik, dans le sud-ouest de la Turquie, où il participe à la défense de la minorité kurde d'Irak dans les limites de la zone d'exclusion aérienne du nord du pays (opérations "Warden" et "Resinate North") jusqu'en avril 1993. C'est au cours de cette période que les grandes nacelles photographiques externes sont remplacées par des nacelles plus petites et plus polyvalentes.
Quatre mois plus tard, l'escadron est déployé dans le sud de l'Italie où il effectue des missions de police du ciel sur la Bosnie en appui de l'opération Deny Flight jusqu'en août 1995. Un des Jaguars de l'unité est devenu le premier avion de la RAF à larguer une bombe sur l'Europe depuis la fin de la Seconde Guerre mondiale. La cible était un char serbe de Bosnie.
L'escadron est retourné au repos à la base de Coltishall en août 1995. Malgré le travail vital qu'il avait effectué en Irak et en Bosnie, les chefs de l'escadron avaient constaté que leurs systèmes photographiques avaient été handicapés par l'utilisation de films photographiques qui nécessitaient une manipulation et un traitement spéciaux avant que les résultats puissent être visualisés et analysés. Cet inconvénient a été aggravé par les difficultés inhérentes au déplacement et transport des tirages papier sur le champ de bataille. Pour surmonter ces problèmes, le Jaguar Replacement Reconnaissance Pod (JRRP) est introduit en août 2000.
Le nouveau système prévoit l'enregistrement d'images numériques par trois caméras sur des super bandes vidéo VHS-C avec un appareil photographique muni de capteurs électro-optiques (opérations de jour) et de capteurs infrarouges (opérations de nuit). Les images numériques sont ensuite analysées dans les ATREL par le biais d'une application (sur Windows), appelée "Ground Imagery Exploitation System", ou "GIES". Le GIES permet aux analystes d'éditer des images et de les envoyer par voie électronique.

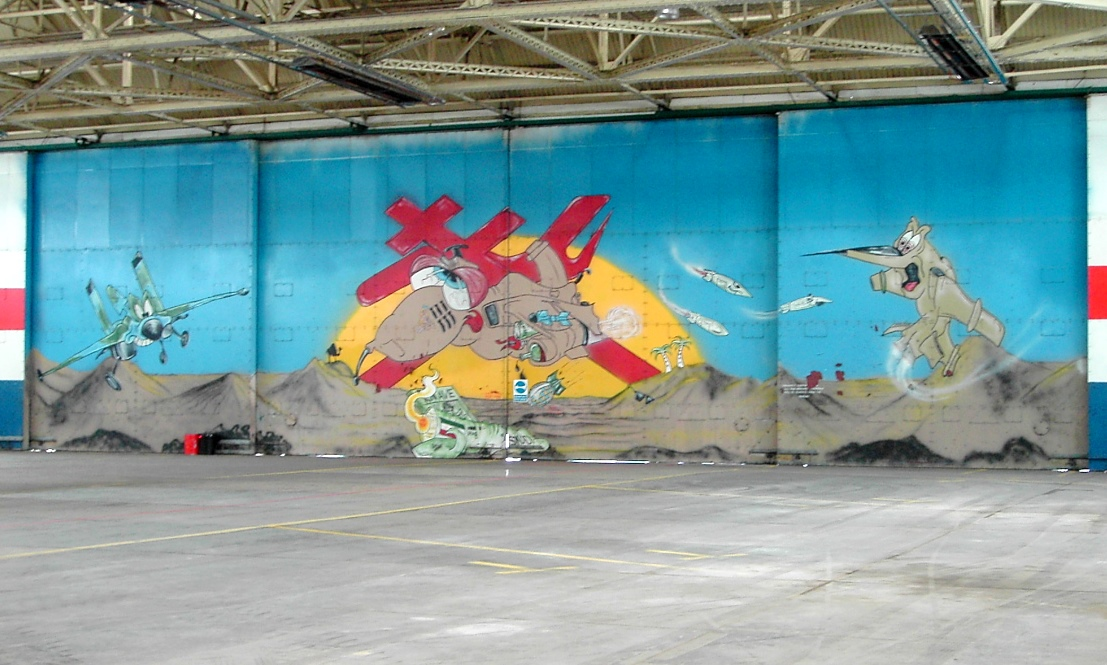
L'intérieur des portes du hangar du 41e Escadron à la base RAF Coltishall le jour de la fermeture de la base, le 1er avril 2006.

Ce système a été utilisé au combat pendant la Seconde Guerre du Golfe ( opération Telic ) en Irak en mars-avril 2003. Pendant l'opération, l'escadron était basés à Incirlik, en Turquie, une fois de plus, équipés du Jaguar GR.3 plus récent.
En juillet 2004, le secrétaire à la Défense a annoncé que le 41e Escadron serait à nouveau dissous, le 31 mars 2006, à la suite d'un examen des dépenses du gouvernement et qui prévoyait le retrait de l'avion Jaguar de la RAF deux ans plus tôt et la fermeture de la base RAF Coltishall. Selon lui, les progrès technologiques signifieraient que la défense aérienne pourrait être maintenue avec moins d'avions, permettant ainsi aux équipements plus anciens d'être retirés du service plus tôt que prévu à l'origine. Les auteurs prévoyaient que la future force de combat aérien de la RAF serait basée sur l'appareil multi-rôle Typhoon et le Joint Combat Aircraft (F-35), en coopération avec le Tornado GR4 et le Harrier GR7/GR9. En outre, le document visait à réduire l'effectif de la RAF de 48 500 à 41 000 d'ici le 1er avril 2008.
À la suite de ces décisions, chacune des unités de la bas RAF Coltishall sont directement affectée : les escadrons 16 (R) et 54 (F), l'unité d'évaluation opérationnelle (OEU) et l'unité de conversion opérationnelle (OCU) seront dissous le 1er avril 2005, le 41e escadron le sera le 1er avril 2006. Le 6e Escadron, avec le dernier des Jaguars de la RAF, sera transféré à la base RAF Coningsby le 1er avril 2006 et dissous le 31 octobre 2007. La base RAF Coltishall elle-même sera fermée en décembre 2006, mettant ainsi fin à une histoire de plus de 66 ans.

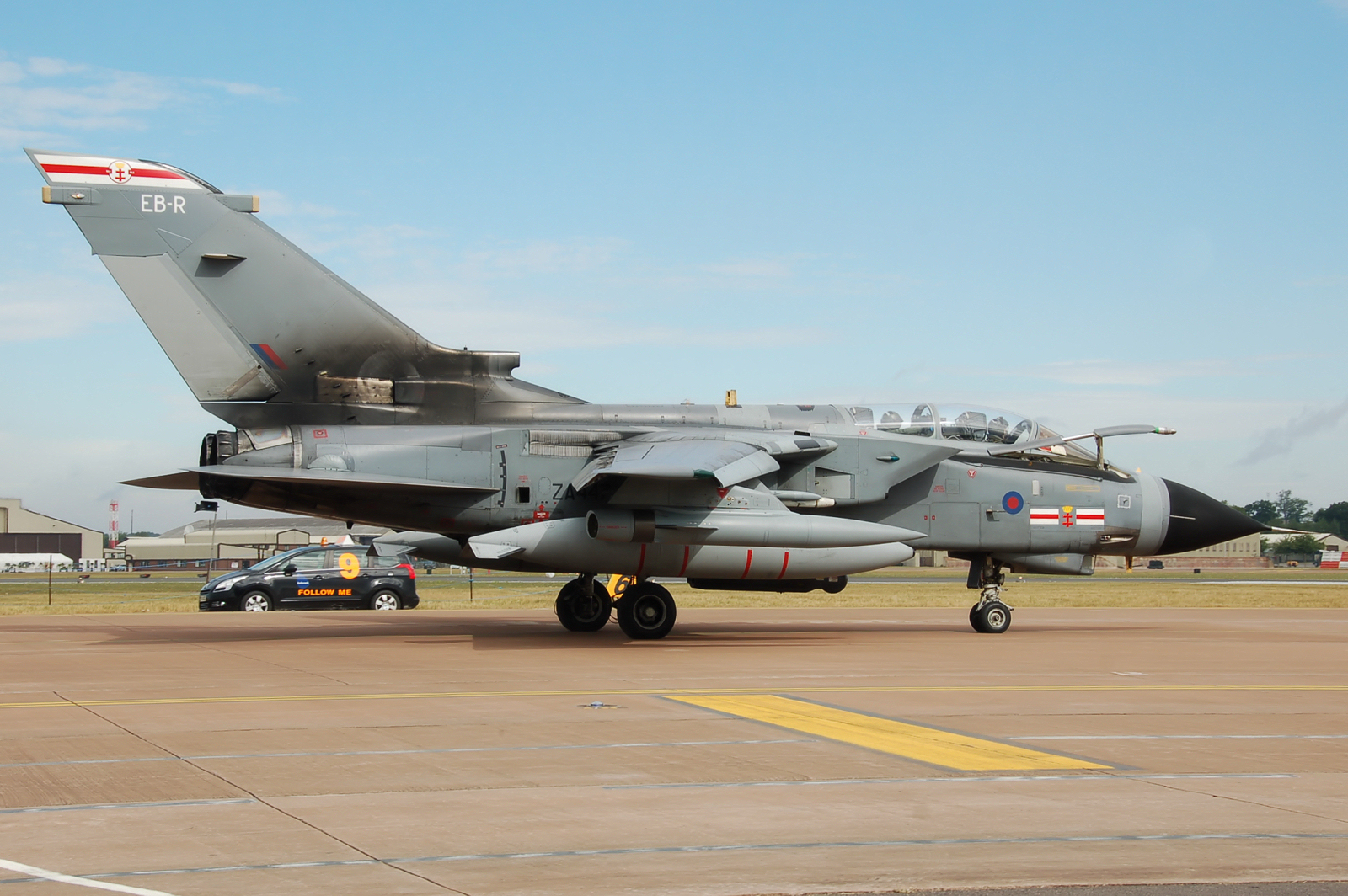
RAF Tornado GR4 du 41e Escadron (code ZA447) au Royal International Air Tattoo 2010, base RAF Fairford, Gloucestershire, Angleterre. Pour commémorer le 70e anniversaire de la bataille d'Angleterre en 2010, tous les avions de l'escadron ont été peints avec des codes EB de la Seconde Guerre mondiale en haut de chaque dérive pour représenter des pilotes spécifiques de l'époque. Cet appareil sur la photo commémore le Spitfire Mk Ia, P9428, EB-R (« R pour Robin »), et son pilote, le Sqn Ldr Hilary RL « Robin » Hood DFC, le commandant de l'escadron, qui a été tué pendant la bataille d'Angleterre.

Les hauts dirigeants suivants de la RAF ont tous servi dans le 41e Escadron pendant la période Jaguar : Sir Stephen Dalton, Sir Richard Garwood, Sir Jock Stirrup, Sir Glenn Torpy.
Le premier de ces retraits a lieu le 11 mars 2005. Leur dissolution a eu peu d'effet immédiat sur l'activité à Coltishall car la plupart des cellules et du personnel ont été absorbés par les 6e et 41e escadrons. Cependant, avec le départ de ces derniers escadrons en 2006 et la fermeture ultérieure de la base en décembre, le calme est revenu dans la région, calme qui n'existait plus depuis mai 1940.
Cependant, l'unité a reçu un nouveau souffle peu de temps avant de disparaitre : il a été convenu de rassembler le 41e Escadron à Coningsby avec le 6e Escadron le 1er avril 2006. Ils ont auront pour mission d'assumer le rôle de l'unité d'évaluation opérationnelle des jets rapides et des armes, ou «FJWOEU».

### Unité d'évaluation opérationnelle des jets rapides et des armes (2006-2010)
L'unité d'évaluation opérationnelle des jets rapides et des armes (FJWOEU) est née le 1er avril 2004 de la fusion de l'OEU Strike Attack (SAOEU), de l'OEU F3 et de l'OEU Air Guided Weapons (AGWOEU). Le FJWOEU a repris la plaque d'immatriculation du 41e Escadron (F) le 1er avril 2006, sauvant le 41e Escadron d'une dissolution.
Les nouveaux avions de l'escadron sont le Tornados et le Harrier GR9.s. Cette même année, l'escadron célèbre son 90e anniversaire.
L'escadron reste dans le rôle de FJWOEU jusqu'en 2010, testant pendant cette période de nombreuses armes et systèmes de défense qui sont ensuite déployés par les forces britanniques sur les fronts à divers endroits dans le monde, y compris en Afghanistan.

### Escadron d'essai et d'évaluation (2010 à aujourd'hui)
Le 1er avril 2010, le Fast Jet Test Squadron (FJTS) basé à Boscombe Down est fusionné avec le 41 (R) Squadron pour créer une nouvelle entité, le 41 Squadron Test and Evaluation Squadron, ou "41 (R) TES".
En septembre 2010, l'escadron a célébré le 70e anniversaire de la bataille d'Angleterre en présence de familles de pilotes de l'époque de la Seconde Guerre mondiale. L'escadron a peint ses avions avec les codes «EB» de la Seconde Guerre mondiale, en mémoire de différents pilotes de la Seconde Guerre mondiale et leurs avions. Ils ont été appliqués aux Harriers de l'escadron et, lorsqu'ils ont été retirés, les codes ont été appliqués aux Tornados, puis aux Typhoons qui les ont remplacés. Ils englobent actuellement les avions suivants de la Seconde Guerre mondiale :
| Avion       | En série | Code   | Type de climatisation | En série | Date           | Pilote                                |
| ----------- | -------- | ------ | --------------------- | -------- | -------------- | ------------------------------------- |
| Typhon FGR4 | ZJ947    | EB-L   | Spitfire Ia           | K9805    | Août 1940      | Wg Cdr Edward A. Shipman              |
| Typhon FGR4 | ZK321    | EB-R   | Spitfire Ia           | P9428    | Septembre 1940 | Sqn Ldr Hilary RL 'Robin' Hood        |
| Typhon FGR4 | ZJ914    | EB-G   | Spitfire Ia           | N3162    | Septembre 1940 | Flt Lt Eric S. 'Lockie' Lock          |
| Typhon FGR4 | ZJ912    | EB-J   | Spitfire Ia           | X4559    | Septembre 1940 | Escadron Ldr George H. 'Ben' Bennions |
| Tornade GR4 | ZG775    | EB-Z   | Spitfire IIa          | P7666    | novembre 1940  | Gp Capt Donald O. Finlay              |
| Tornade GR4 | ZA560    | EB-Q   | Spitfire Virginie     | R7304    | Août 1941      | Adj William A. 'Bill' Brew            |
| Typhon FGR4 | ZK339    | REFLUX | Spitfire XII          | MB882    | Septembre 1944 | Sqn Ldr Terence 'Terry' Spencer       |

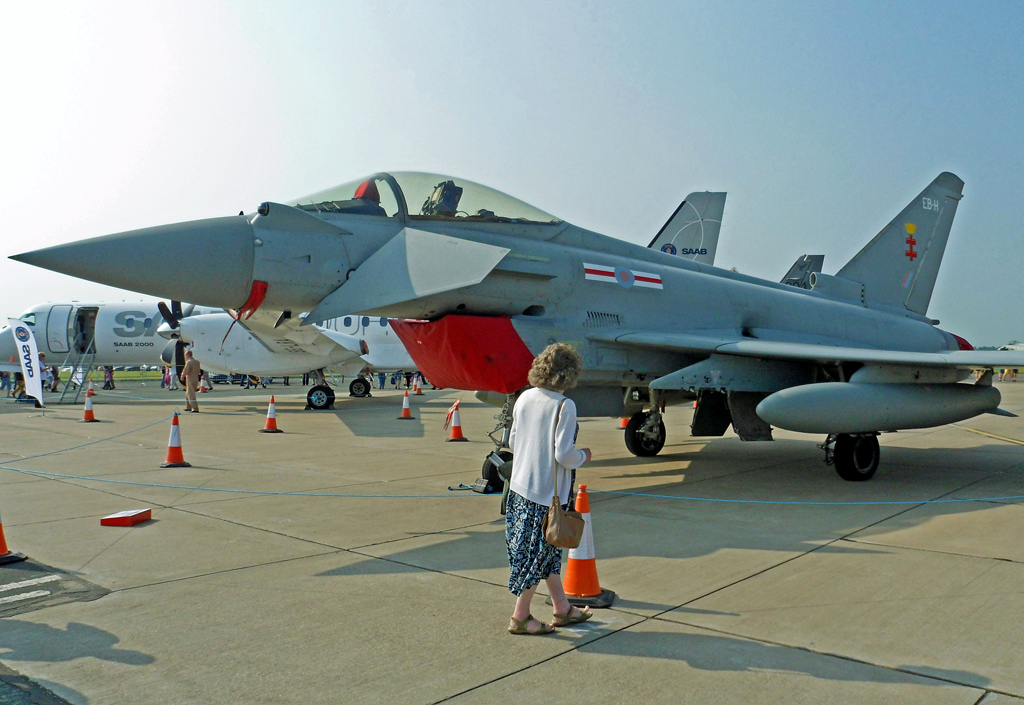
41 Squadron Eurofighter Typhoon FGR.4 EB-H au spectacle aérien de la base RAF Waddington en juillet 2013. Ce code d'avion est le plus récent ajout aux avions codés de la Seconde Guerre mondiale de l'escadron, représentant le Spitfire XIV, NH915, EB-H. Cet avion était piloté par le Gp Capt (alors Flt Lt) Derek Rake OBE AFC & Bar lorsqu'il a revendiqué la dernière victoire du 41e Escadron de la guerre, le 3 mai 1945.

Commençant le retrait des Harrier de la RAF à la suite de l'examen stratégique de la défense et de la sécurité (SDSR) du gouvernement britannique, les trois Harrier GR.9 du 41e Escadron sont transférés au 1er Escadron (de chasse) situé sur la base RAF Cottesmore le 4 novembre 2010. L'escadron voit ensuite sa flotte augmentée par l'arrivée de Tornado GR.4 pour compenser la perte de ces Harriers. L'escadron exploitera le Tornado GR.4 jusqu'en avril 2013.
Le 41e Escadron est à l'honneur le 29 avril 2011, lorsque deux de ses Tornado GR.4 ont volé lors du défilé aérien de la RAF sur The Mall et au-dessus de Buckingham Palace pour le mariage royal du prince William.

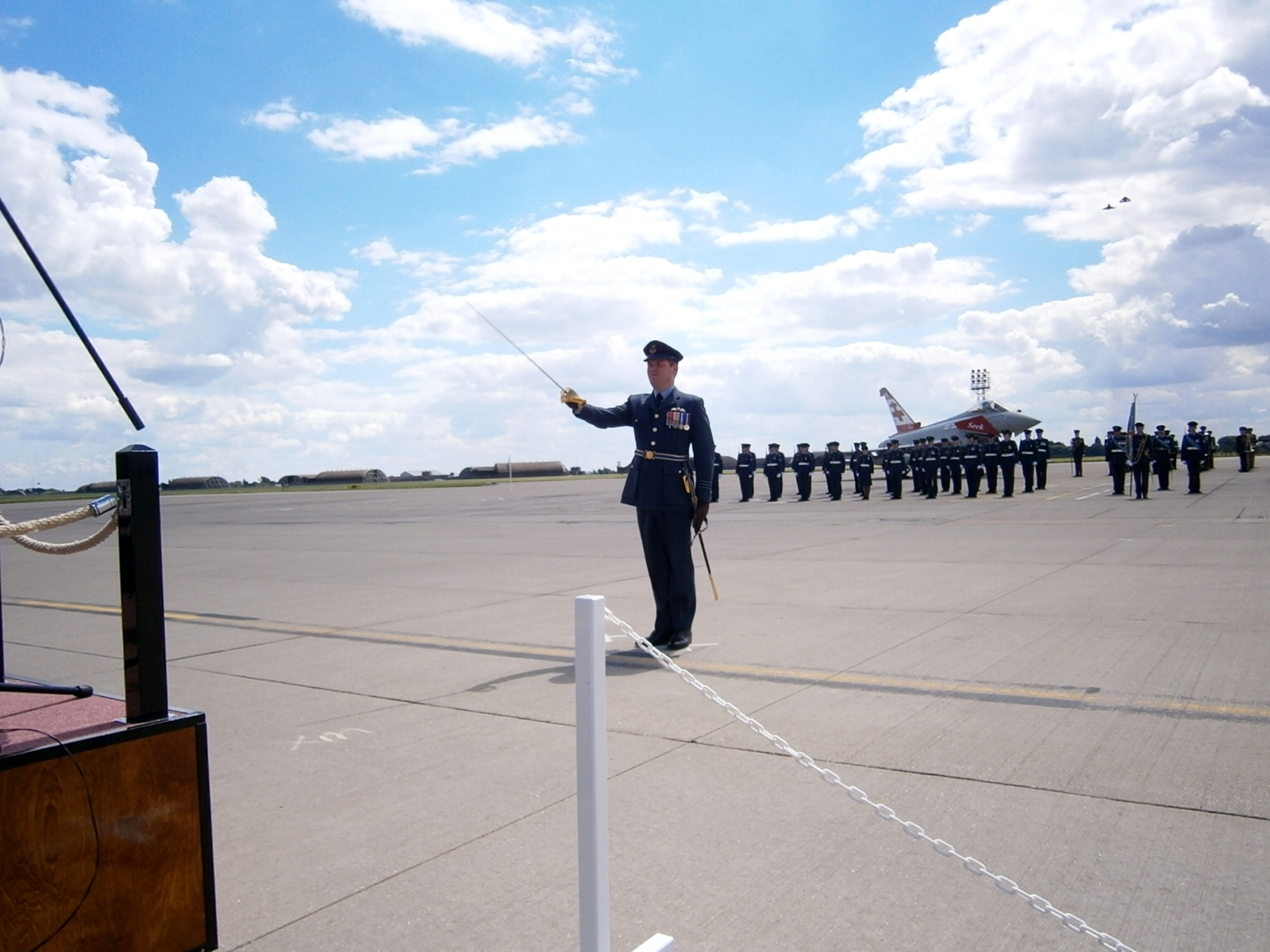
L'officier commandant le 41e Escadron, le Wg Cdr Steve A. 'Raz' Berry, donne le salut général lors de la parade du centenaire de l'unité à la base RAF Coningsby le 14 juillet 2016 alors qu'un Typhon et un Tornado passent au-dessus.

En 2012, à l'occasion des Jeux Olympiques de Londres 2012, le 41e Escadron a dévoilé des marquages de queue spéciaux sur les Tornado GR4, ZA614, EB-Z, pour commémorer le lien de l'escadron avec les Jeux Olympiques. La raison de ce lien est la suivante : le Gp Capt Donald O. Finlay (DFC, AFC) qui a commandé l'escadron de septembre 1940 à août 1941, avait remporté la médaille de bronze dans l'épreuve des haies masculines aux Jeux de Los Angeles de 1932 et remporté l'argent dans la même épreuve aux Jeux de Berlin de 1936. Il avait lu le serment olympique au début des Jeux de Londres de 1948.
La première histoire publiée du 41e Escadron, "Blood, Sweat, and Valour", sort au Club de la RAF à Londres en décembre 2012 et raconte l'activité de l'unité pendant les années de guerre d'août 1942 à mai 1945. Un deuxième volume, intitulé "Blood, Sweat and Courage" sort dans ce même Club en décembre 2014 et couvre les années de guerre précédentes, septembre 1939 à juillet 1942.

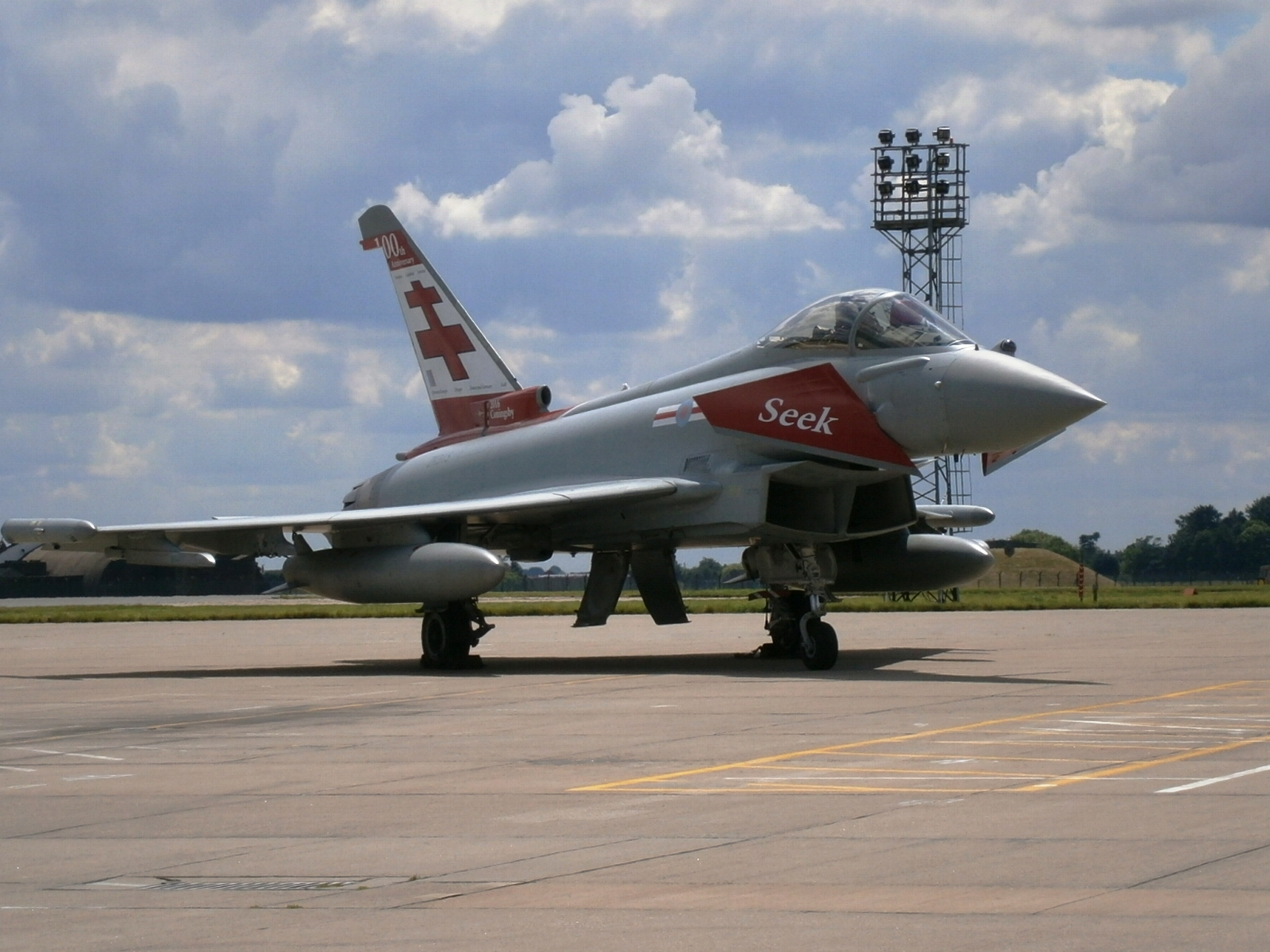
Le Typhoon ZK315 du 41e lors du centenaire de l'escadron sur la base RAF Coningsby le 14 juillet 2016

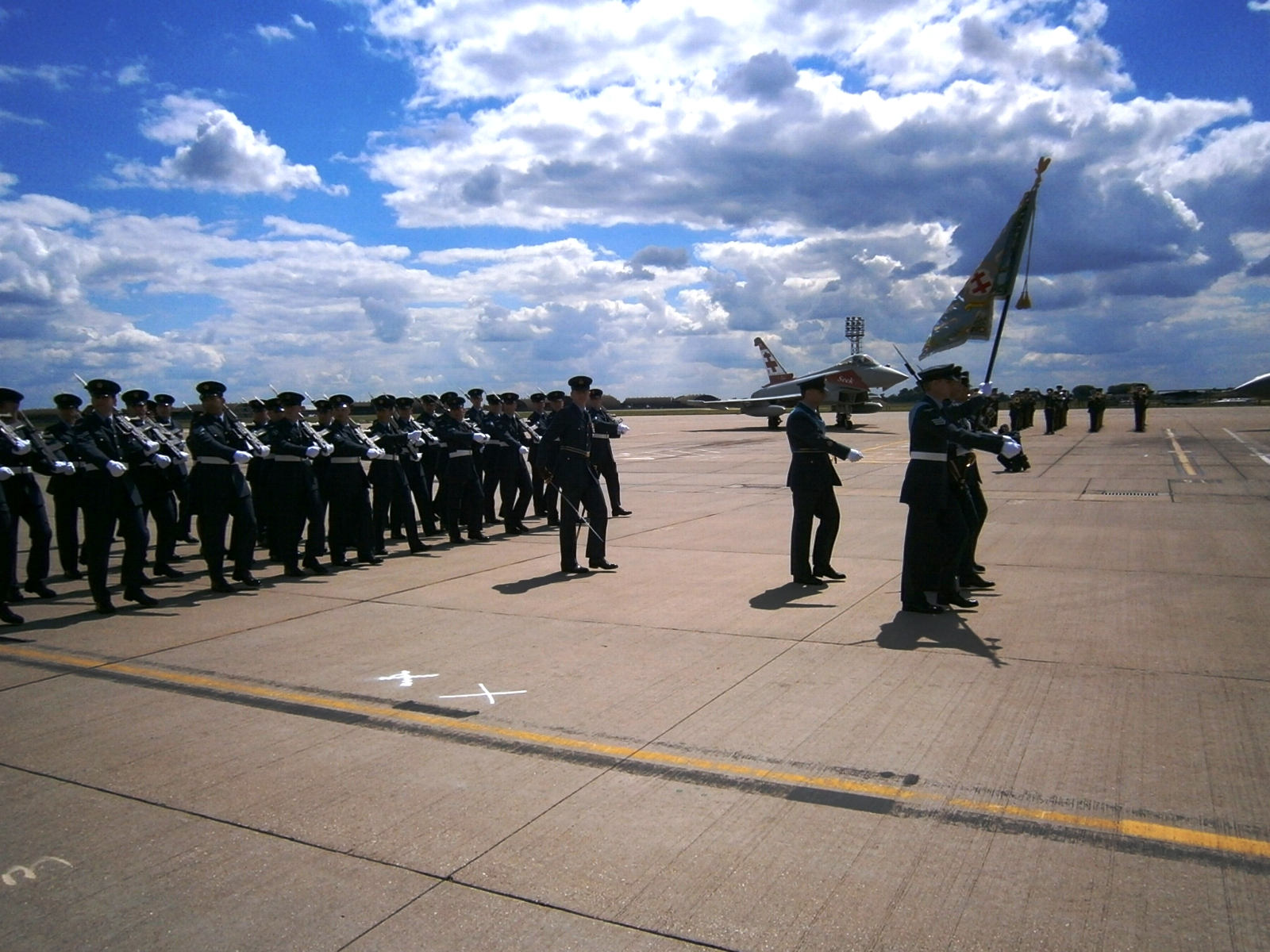
Un défilé du 41e Escadron dirigé par le Standard lors de la parade du centenaire de l'unité à RAF Coningsby le 14 juillet 2016, avec, en arrière-plan, un Typhoon doté d'un empennage du centenaire.

Un autre changement majeur a lieu le 22 avril 2013 lorsque le 41e Escadron reprend les Eurofighter Typhoon FGR4 de l'escadron d'essai et d'évaluation n ° 17 (R) basé à la base de Coningsby. L'escadron aura un nouveau rôle : préparer l'introduction du Lockheed Martin F-35 Lightning II qui entrera en service dans la RAF et la Royal Navy.
Les codes EB de la Seconde Guerre mondiale du 41e Escadron ont été reportés sur trois de leurs nouveaux avions. Ce sont le ZJ930, codés EB-R pour le Sqn Ldr Hilary RL 'Robin' Hood (DFC) (OC 41 Sqn 1940) ; le ZJ947 codé EB-L pour le Wg Cdr Edward 'Shippy' Shipman (AFC) (1936-1940) ; le ZK332, codé EB-J pour le Sqn Ldr George H. 'Ben' Bennions (DFC) (1936-1940) et le Gp Capt Derek SV Rake (OBE, AFC & Bar-1945) et le typhon ZJ914 a été codé EB-H.
Le 41e Escadron a célébré son centenaire en juillet 2016 en organisant un défilé et un dîner de gala à la base RAF Coningsby le 14 juillet. Une journée portes ouvertes entre amis et familles a été organisée le 22 juillet. L'Association du 41e Escadron a également été créée à cette occasion pour coïncider avec le centenaire.
Les Tornados de l'escadron ont été retirés de l'escadron fin 2017 et le dernier vol de ce type d'avion a eu lieu le vendredi 13 octobre 2017. Le 41e Escadron conserve ses Eurofighter Typhoon FGR4.

## Pilotes remarquables

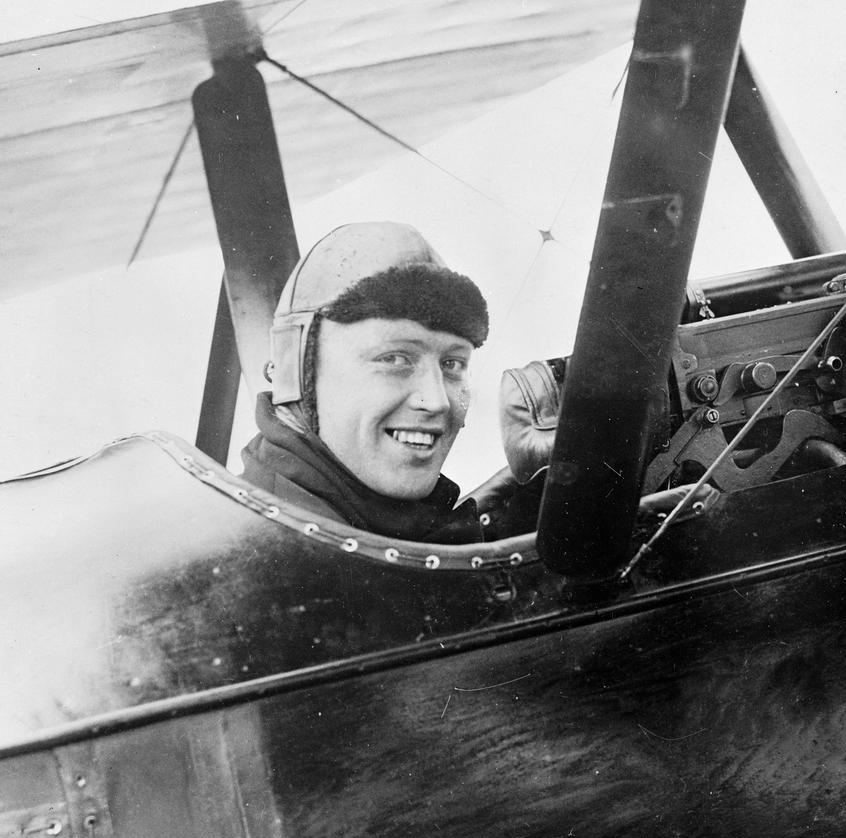
Sqn Ldr Raymond Collishaw (DSO & Bar,, OBE, DSC, DFC), le troisième pilote allié le plus performant de la Première Guerre mondiale

- Le capitaine Valentine Baker (MC, AFC) a servi avec le 41e Escadron de 1916 à juin 1917 et a brièvement servi comme Flight commander. Il quitte la RAF en 1922 pour travailler pour Vickers-Armstrong. En 1934, il forme la Martin-Baker Aircraft Company avec son collègue James Martin pour concevoir de nouveaux avions et proposer des cours de pilotage. L'un de leurs élèves les plus notables est Amy Johnson. La société fabrique et commercialise quatre avions à hélices différents. Baker lui-même a été tué dans un accident de vol en 1942, alors qu'il testait le troisième d'entre eux. C'est cependant sa mort qui a poussé son partenaire commercial à repenser la sécurité et à développer un moyen d'évacuation assistée pour les pilotes. En conséquence, Martin-Baker a commencé à fabriquer des sièges éjectables en 1946, et le fait encore aujourd'hui pour les avions militaires à voilure fixe et rotatifs. Parmi les 80 types d'avions dans lesquels leurs sièges ont été installés figurent le Jaguar que le 41e Escadron a utilisé de 1977 à 2006, le Harrier que l'escadron a employé de 2006 à 2010, et le Tornado et le Typhoon qui volent tous deux aujourd'hui. Des sièges éjectables Martin-Baker sont maintenant installés dans le F-35 Joint Strike Fighter. Plus de 70 000 sièges éjectables Martin-Baker ont été livrés à 93 forces aériennes, ce qui a sauvé près de 7 500 vies. C'est un héritage de l'escadron qu'en donnant sa propre vie, Baker a sauvé la vie de milliers d'autres[31].
- Le lieutenant américain Eugene Barksdale a servi avec le 41e Escadron de juillet à octobre 1918, période au cours de laquelle il a remporté deux victoires et a été blessé au combat. En octobre 1918, il est transféré dans l'American Expeditionary Force et rentre chez lui pour devenir pilote d'essai de l'USAAF. Il était un pilote talentueux dans cette première période de vol, il est peut-être mieux connu pour avoir piloté un bombardier léger Airco DH-4 de McCook Field à Dayton (Ohio) à Mitchel Field (qui est devenu plus tard Mitchel AFB) à New York sur une distance de quelque 600 milles (965 km) uniquement aux instruments. Cependant, en août 1926, alors qu'il testait un avion d'observation Douglas O-2 pour tester les caractéristiques de rotation au-dessus de McCook Field, il n'a pas pu récupérer l'avion et a été tué. Inhumée avec tous les honneurs militaires au cimetière national d'Arlington, la base aérienne de Barksdale de l'USAF près de Bossier City, en Louisiane, a reçu son nom en son honneur lors de son ouverture en février 1933. La base abrite actuellement cinq escadrons de B52 Stratofortress. Barksdale Street, sur Hanscom AFB, Massachusetts, porte également son nom[56].
- Le chef d'escadron canadien Frederick R. G. McCall a servi dans le 41e Escadron de mai à août 1918, remportant pendant cette période 31 victoires, qui s'ajoutaient aux quatre précédentes remportées avec le 13e Escadron. Ses réalisations sur 41 au total ont été récompensées par l'attribution d'un DSO et d'un DFC. Après la guerre, McCall a été employé dans l'aviation civile et a ensuite servi chez lui en tant que chef d'escadron dans l'ARC pendant la Seconde Guerre mondiale. Il est décédé en 1949, à seulement 53 ans, mais à ce moment-là, il avait consacré plus de 30 ans de sa vie au vol. En reconnaissance de son service à l'aviation canadienne, un nouvel aérodrome à Calgary a été nommé McCall Field en son honneur. Cet aérodrome est aujourd'hui l'aéroport international de Calgary[57].
- Ayant remporté 60 victoires aériennes au cours de la Première Guerre mondiale, le vice-maréchal de l'Air canadien Raymond Collishaw est considéré comme le troisième pilote allié ayant obtenu le meilleur score de toute la guerre. À son arrivée au 41e Escadron en 1923 en tant que deuxième commandant en temps de paix, il avait reçu pas moins de 2 DSO, un OBE militaire, une DSC, une DFC, 3 MiD, la Croix de Guerre française et les trois ordres russes blancs de Saint-Stanislas, de Sainte-Anne et de Saint-Vladimir. En plus de son important décompte de victoires, il était vraiment une légende à son époque. Collishaw a pris sa retraite en octobre 1943 et a passé le reste de la guerre en tant qu'officier régional de liaison aérienne pour la défense civile britannique. Au moment où il est retourné dans son Canada natal en 1946, il a également reçu une CB et un OBE civil[58].
- Diplômé de Sandhurst en 1915, l'air commodore Patrick Huskinson a été détaché au RFC plus tard la même année et a servi dans les 2, 4 et 19 e escadrons avant la cessation des hostilités. Il a été crédité de 11 victoires et a reçu deux croix militaires. Après la guerre, il commande les escadrons 204 et 70 puis passe quatre ans dans des rôles d'instructeur à Cranwell. Pendant les 11 années suivantes à partir du milieu des années 1920, il a rempli des rôles d'armement et d'ordonnance au Royaume-Uni et au Moyen-Orient, à l'exception d'une période de 20 mois entre février 1930 et octobre 1931 lorsqu'il a commandé le 41e Escadron. De retour à l'ordonnance en mars 1938, il devint vice-président du comité des munitions à l'arsenal de Woolwich, puis directeur du développement de l'armement au ministère de la production aéronautique en 1940, relevant de Lord Beaverbrook. En avril 1941, cependant, Huskinson et sa femme ont été grièvement blessés par les bombardements nocturnes de la Luftwaffe lors du Blitz et Huskinson a été aveuglé. Après neuf mois de convalescence, il prend sa retraite en tant qu'air commodore en janvier 1942. Cependant, il devient immédiatement président de l'Air Armament Board, poste qu'il occupe jusqu'en 1945. Dans ce rôle, il est impliqué dans le développement des bombes briseuses de gros bunkers comme la fameuse bombe Tall Boy. Il travaille dans plusieurs autres technologies, malgré son handicap. En 1945, il est nommé CBE et obtient la Légion du mérite des États-Unis pour son travail. Huskinson a également écrit une autobiographie en 1949 intitulée "Vision Ahead", qui explique sa carrière en détail. Il se remémore également ses "années très heureuses à la tête de l'escadron numéro 41". C'est également Huskinson qui a écrit au maire de Saint-Omer et a obtenu la permission pour le 41e Escadron d'utiliser une partie des armoiries de la ville dans son insigne[59].
- Le commodore de l'air Allen H. Wheeler (CBE) a obtenu une commission de service court en 1924 et a servi dans le 41e Escadron en tant que Flight Commander de septembre 1933 à août 1936. Pendant ce temps, il a été déployé à Aden avec l'escadron, y arrivant six semaines à l'avance du groupe principal et des aéronefs, en tant que membre du détachement précurseur. De 1940 à 1944, les affectations de Wheeler concernent les aéronefs expérimentaux et le développement d'aéronefs, à la fois avec l'escadron d'essais de performance à Boscombe Down et pour l'établissement expérimental d'aéronefs et d'armement à Farnborough, pour lequel il était mentionné dans les dépêches. Entre février et octobre 1944, Wheeler est commandant de station à la base RAF de Fairford où il a été impliqué dans le déploiement de planeurs pour les opérations du jour J et l'opération d'Arnhem. Sa contribution a été reconnue par l'attribution de l'OBE dans les honneurs du Nouvel An de 1945. Après d'autres affectations, notamment en Asie et en Méditerranée, Wheeler est retourné à l'établissement expérimental d'aéronefs et d'armement de Boscombe en tant que commandant. Il a été nommé CBE pendant son séjour et a pris sa retraite en mai 1955. Wheeler a ensuite été employé comme consultant en aviation et conseiller technique pour l'industrie cinématographique. Il a travaillé sur des films tels que "The Blue Max" et "The Magnificent Men in their Flying Machines" et a même été utilisé comme pilote dans ce dernier film.
- Le lieutenant d'aviation Thomas Weston Peel Long Chaloner, honorable Lord Gisborough, 2e baron Gisborough de Cleveland, dans le Yorkshire, était un pilote de la Première Guerre mondiale et un ancien prisonnier de guerre qui est retourné au service de la RAF pendant la Seconde Guerre mondiale. Il a servi comme officier du renseignement du 41e Escadron pendant plus de cinq ans pendant la guerre et a rendu compte quotidiennement de l'activité, des victoires et des pertes de l'escadron dans la chaîne de commandement. Il a refusé une nouvelle promotion.
- Le Sqn Ldr (Squadron Leader) George Bennions a été affecté au 41e Escadron en février 1936. C'est là qu'il est resté pendant près de cinq ans. Bennions s'est avéré être un pilote talentueux. Il a revendiqué son première victoire sur la Manche en juillet 1940, lors des premiers combats de la bataille d'Angleterre. Au cours des mois d'août et de septembre, le décompte de Bennions a continué d'augmenter au point où il en a revendiqué dix et un partagé détruit, sept probablement détruits et cinq endommagés, faisant de lui le deuxième pilote le plus titré du 41e Escadron pendant la Seconde Guerre mondiale. Outre son important décompte de victoires lors de la bataille d'Angleterre, Bennions est intéressant pour l'une de ces victoires, qui a eu lieu le 5 septembre 1940. Les chercheurs contemporains lui attribuent une victoire partagée sur Oblt Franz von Werra, l'adjudant allemand du groupe du JG3 qui pilotait un Me109E. On pense que l'avion de Von Werra a été endommagé par Bennions mais achevé par le Plt Off Basil Stapleton du 603e Escadron, forçant le pilote allemand à s'écraser près de Marden, dans le Kent. Von Werra a été capturé indemne et envoyé au Canada, tout comme la majorité des prisonniers de guerre allemands, pour entraver leurs chances de s'échapper. Cependant, von Werra réussit néanmoins à s'échapper et retourna en Allemagne en avril 1941. Cet exploit était si inhabituel qu'il fut le seul prisonnier de guerre allemand à le réussir pendant la guerre. L'histoire de Von Werra a fait l'objet d'un livre ainsi que d'un film intitulé "The One That Got Away", sorti en 1957 et mettant en vedette Hardy Krüger dans le rôle de von Werra[60].

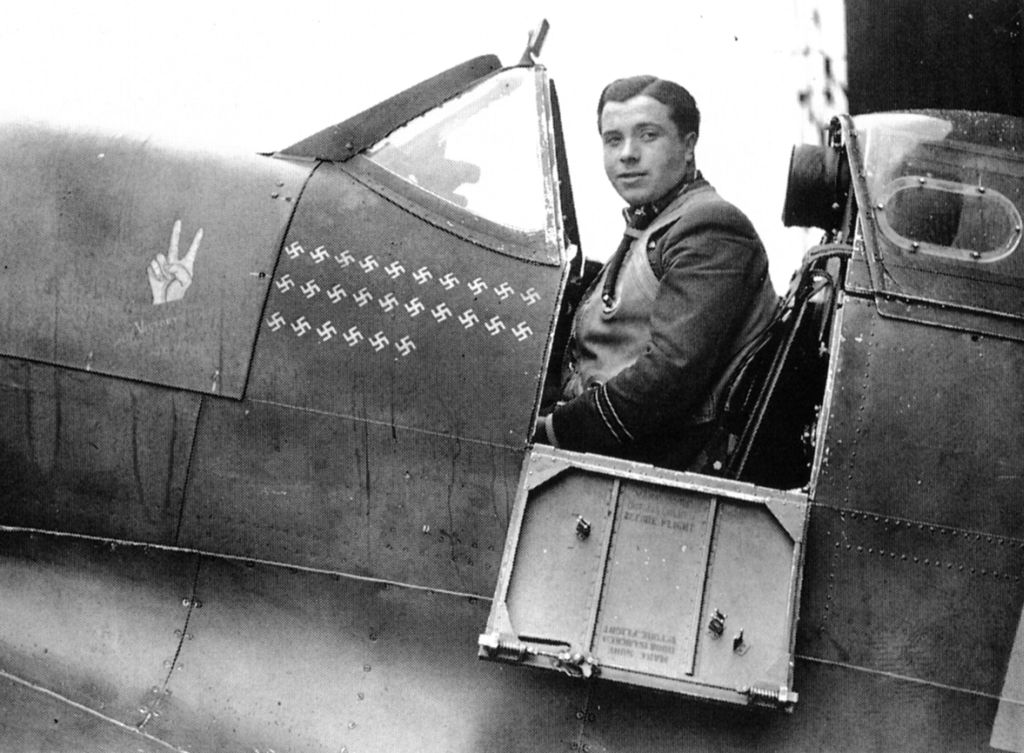
Le capitaine Valentine Baker MC AFC a servi avec le 41e Escadron de 1916 à juin 1917 et a brièvement servi comme commandant de bord. Il quitte la RAF en 1922 pour travailler pour Vickers-Armstrong. En 1934, cependant, il forme la Martin-Baker Aircraft Company avec son collègue James Martin, pour concevoir de nouveaux avions et proposer des cours de pilotage. L'un de leurs élèves les plus notables était Amy Johnson. La société a continué à fabriquer et à commercialiser quatre avions à hélices différents, mais Baker lui-même a été tué dans un accident de vol en 1942, alors qu'il testait le troisième d'entre eux. C'est cependant sa mort qui a poussé son partenaire commercial à repenser la sécurité et à développer un moyen d'évacuation assistée pour les pilotes. En conséquence, Martin-Baker a commencé à fabriquer des sièges éjectables en 1946, et le fait encore aujourd'hui pour les avions militaires à voilure fixe et rotatifs. Parmi les 80 types d'avions dans lesquels leurs sièges ont été installés figurent le Jaguar, que le 41e Escadron a piloté de 1977 à 2006, le Harrier, que l'escadron a piloté de 2006 à 2010, et le Tornado et le Typhoon, qu'ils volent tous deux aujourd'hui. Des sièges éjectables Martin-Baker sont maintenant installés dans le F-35 Joint Strike Fighter. Plus de 70 000 sièges éjectables Martin-Baker ont été livrés à 93 forces aériennes, ce qui a sauvé près de 7 500 vies. C'est un héritage de l'escadron qu'en donnant sa propre vie, Baker a sauvé la vie de milliers d'autres.Flt Lt Eric S. Lock, juillet 1941

- Le Plt Off (Pilot Officer - P/O) Eric Lock a rejoint la réserve des volontaires de la RAF en février 1939 et est affecté au 41e Escadron pour sa première unité opérationnelle, à la mi-juin 1940. La première sortie opérationnelle de Lock a eu lieu le 9 août 1940, qui s'est déroulée sans incident, tout comme sa deuxième quelques jours plus tard. Cependant, entre le 15 août et le 17 novembre 1940, Eric Lock revendique pas moins de 22 avions détruits et il devint le pilote de la RAF le plus titré de la bataille d'Angleterre et le deuxième pilote le plus performant de la RAF à l'époque. Au cours des trois mois consécutifs de septembre, octobre et novembre 1940, Lock a reçu un DFC, une Bar et une DSO. Dans l'après-midi du 5 septembre 1940, jour le plus intense de la bataille d'Angleterre pour le 41e Escadron, Lock remporta trois victoires en une seule sortie. L'avion qu'il a piloté ce jour-là, le Spitfire Ia, N3162, EB-G, est reconnu par le 41e Escadron par un Typhoon qui porte les lettres EB-G et par le BBMF, qui porte l'emblème EB-G sur le Spitfire P7350. Lock a été grièvement blessé au combat le 17 novembre 1940 et a subi de multiples opérations, dont trois greffes de peau aux mains du Dr Archibald McIndoe à East Grinstead. Après sept mois de récupération, il retourne aux opérations avec le 611 Squadron fin juin 1941. En juillet 1941, il ajoute trois autres victoires à sa liste déjà impressionnante, mais le 3 août 1941, il ne revient pas d'une opération de routine après avoir attaqué une colonne allemande sur une route derrière Boulogne. En reconnaissance de ses réalisations et de son statut dans l'histoire de la bataille d'Angleterre, on se souvient de lui sur plusieurs monuments commémoratifs et dans sa ville natale de Bayston Hill, à l'extérieur de Shrewsbury, où une rue porte son nom. Il reste aujourd'hui l'un des dix meilleurs as de la RAF de la Seconde Guerre mondiale, crédité de quelque 25 avions détruits et 7 probablement détruits, tous sauf trois qu'il a réalisés sur le 41e Escadron.
- Le Group Captain Donald O. Finlay : olympien d'avant-guerre et officier commandant le 41e Escadron de septembre 1940 à août 1941. Le 41e Escadron a honoré O. Finlay lors des Jeux olympiques de Londres en 2012 en peignant la queue de l'un des Tornados de l'unité avec le matricule EB-Z. Bien que cet avion ait été récemment retiré, l'escadron continue d'honorer O. Finlay avec l'un des Tornados marqué comme EB-Z[61].
- Le Plt Off (Pilote Officer) sud-africain JJ "Chris" Le Roux a volé avec le 41e Escadron pendant une courte période à la fin de 1940 et au début de 1941. En juillet 1944, depuis OC, au 602e Escadron, Le Roux a été crédité d'avoir attaqué et gravement blessé le général Erwin Rommel dans sa voiture d'état-major, sur une route à l'extérieur de Sainte-Foy-de-Montgommery, en Normandie. Le pilote a mitraillé le véhicule, le conducteur a perdu le contrôle, le véhicule a heurté un arbre et a quitté la route en tête-à-queue. Rommel s'est fracturé le crâne lorsqu'il a été éjecté du véhicule. Ce faisant, Le Roux a, à lui seul, retiré du champ de bataille le général allemand commandant chef du groupe d'armées B, chargé de la défense des côtes de la Manche[62].
- Le lieutenant d'aviation néerlandais Bram Van der Stok est affecté au 41e Escadron en tant que Fg Off en décembre 1941. Promu Actg Flt Lt et nommé OC de l'escadrille A en mars 1942, il remporte rapidement deux victoires mais est abattu au-dessus de la France le mois suivant. Emmené en captivité immédiatement, il est envoyé au Stalag Luft III à Sagan, où il resta jusqu'en mars 1944. Il participe à l'évasion massive d'aviateurs que nous connaissons aujourd'hui sous le nom du film "La grande évasion". Tous les évadés sauf trois sont repris et cinquante d'entre eux sont exécutés en représailles sur les ordres d'Hitler. Parmi les trois qui ont réussi à s'évader, Van der Stok en était un. Se présentant comme ouvrier néerlandais avec de faux papiers, il revint au Royaume-Uni début juillet 1944, voyageant sur une route qui le mena à travers les Pays-Bas, la Belgique, la France, l'Espagne et Gibraltar. En 1963, United Artists a sorti le film, "The Great Escape", basé sur un livre du même nom, écrit par l'auteur australien Paul Brickhill en 1950. Dans le film, un personnage largement basé sur Van der Stok a été joué par James Coburn[63].
- Le sergent-pilote canadien George F. Beurling a été affecté au 41e Escadron en avril 1942 mais s'est avéré très têtu, s'est battu avec d'autres membres de l'unité et a acquis la réputation d'être trop indépendant dans les airs et de ne pas rester en formation ou suivre les ordres. Le mois suivant, il demande un transfert à Malte, ce qui lui est accordé. Néanmoins, au cours de son bref passage au 41e Escadron, il a remporté ses deux premières victoires. Avec le temps, il est devenu le meilleur as canadien de la Seconde Guerre mondiale et a été crédité de 31 victoires entre mai 1942 et décembre 1943. En conséquence, il a reçu une DSO, une DFC et deux DFM. Cependant, il a été « retraité » tôt de l'ARC en 1944 car ses compétences dans le cockpit étaient assorties d'une tendance à la rébellion et d'un manque de respect pour l'autorité. Il avait la réputation d'ignorer les tactiques d'équipe et de rompre la formation pour attaquer seul l'ennemi et avait gagné deux surnoms, "Buzz Beurling" et le "Screwball Beurling" pas si gratuit.
- Le prince Emanuel Vladimirovitch Galitzine était l'arrière-arrière-petit-fils de Catherine la Grande. Il a fui la Russie avec ses parents et ses frères et sœurs à la suite de la révolution d'Octobre en 1917 et s'est installé en Angleterre où il a fait ses études. Galitzine a rejoint la réserve des volontaires de la RAF dans une commission de service court à la fin de 1938 mais est reparti en Finlande au début de 1940 pour combattre les Soviétiques qui tentaient d'occuper le pays. De retour à Londres en octobre 1940, après que sa mère a été tuée dans le Blitz, Galitzine rejoint le RAFVR mais a doit le faire en tant qu'aviateur, bien qu'il ait été remis en service en septembre 1941. Galitzine a été en service opérationnel dans plusieurs escadrons avant de rejoindre le 41e Escadron en tant que Fg Off (Flying officer) en mai 1943, et il a revendiqué un avion ennemi probablement détruit en octobre. À la suite de son engagement au sein de l'escadron, il part en repos et est affecté en tant qu'assistant personnel du vice-maréchal de l'air Sir William Dickson, alors commandant du groupe 83, qui se prépare à l'invasion de la Normandie. Lorsque Dickson est affecté en Italie, Galitzine l'accompagne, ajoutant l'italien à une liste déjà impressionnante de langues qu'il parle. Après la guerre, Galitzine travaille dans l'industrie de l'aviation civile et maintient des liens avec la Russie. En 1998, il assiste à la réinhumation et aux funérailles du tsar assassiné et de sa famille à Saint-Pétersbourg[64].
- Le lieutenant d'aviation Peter Gibbs était un personnage généralement modeste qui a servi avec le 41e Escadron entre janvier 1944 et mars 1945. Il était un pilote actif pendant sa tournée et un musicien passionné. Il est devenu musicien professionnel après avoir quitté la RAF en août 1945 et a rejoint le Philharmonia Orchestra en 1954. En deux ans, il avait rejoint le London Symphony Orchestra et pendant ce temps il est devenu célèbre pour un déguisement qu'il a donné à l'un des l'artiste interprète le plus célèbre du siècle, Herbert von Karajan. L'orchestre a estimé que von Karajan n'avait pas été professionnel lors de la conduite de concerts plus petits et «moins importants» lors d'une tournée aux États-Unis en 1956. Il venait souvent s'incliner une fois et quittait la scène à la fin des concerts, refusant de revenir pour des rappels, malgré les applaudissements du public. L'orchestre a été offensé par ce comportement et en a finalement eu assez. La dernière goutte qui a fait déborder le vase est venue lorsque von Karajan a quitté la scène à Boston après que la dernière note ait été jouée, sans attendre les applaudissements ni les appels pour un rappel. L'orchestre, dans lequel Gibbs jouait le premier violon, a été bouleversé par cette apparente insulte à la fois pour eux et pour le public mais s'est néanmoins présenté à l'heure pour une répétition tôt le lendemain matin. Von Karajan, cependant, est arrivé en retard, au grand mécontentement de l'orchestre. Quand il est finalement arrivé, Peter Gibbs, un porte-parole impromptu et autoproclamé, s'est levé et s'est adressé directement à lui, exigeant des excuses. Il a réprimandé von Karajan en déclarant: "Je n'ai pas passé quatre ans de ma vie à combattre des bâtards comme vous pour être insulté devant nos propres alliés comme vous l'avez fait hier soir." Von Karajan l'a complètement ignoré et a continué à diriger comme si de rien n'était. Cette nuit-là, cependant, lors d'un concert, von Karajan a choisi son moment et, pendant l'entracte, a refusé de remonter sur scène jusqu'à ce qu'une lettre soit signée indiquant que Gibbs soit immédiatement limogé. Les gérants de l'orchestre n'avaient d'autre choix que de se plier à la demande. Bien que Gibbs ne devait plus jamais jouer avec le Philharmonia après cet incident, il est entendu que von Karajan n'a plus jamais dirigé le Philharmonia après la tournée non plus, et il est dit qu'il a juré de ne plus jamais diriger un orchestre anglais. Pendant tout ce temps, Gibbs a également volé en avion en privé. Il avait rejoint le Surrey Flying Club en juin 1957 et avait ensuite volé plus ou moins continuellement pendant les 18 années suivantes. Gibbs s'est acheté un Tiger Moth et a aimé voler en temps de paix. Cependant, l'aviation a provoqué sa mort prématurée en décembre 1975 : il a décollé pour un bref vol avec un Cessna depuis l'aérodrome de Glenforsa sur l'île de Mull en Écosse la veille de Noël 1975, mais n'est pas revenu. Une recherche a été organisée mais aucune trace n'a pu être trouvée de lui. Curieusement, son corps a été retrouvé quatre mois après sa disparition à mi-hauteur d'une colline, à environ un mile de l'aérodrome de Glenforsa, sans son avion, montrant les signes d'être resté là tout ce temps. La recherche initiale du corps de Gibbs avait pourtant été faite dans la région au moment où il avait disparu, mais rien n'avait été vu. Son corps n'a donné aucun indice quant à la cause de sa mort. Le Cessna disparu de Gibbs a déconcerté les responsables et son cas est rapidement devenu connu sous le nom de "Great Mull Air Mystery". Ce n'est qu'en septembre 1986 - près de 11 ans après la mort de Gibbs - que son avion a été localisé en mer au large d'Oban. Les restes de l'avion n'ont également donné aucun indice quant à la raison pour laquelle il se trouvait là. On ne peut que supposer que Gibbs, pour une raison quelconque, est tombé à la mer et qu'il a réussi à se libérer et à nager jusqu'au rivage. On pense qu'il a ensuite tenté de retourner à l'aérodrome, à environ un mile de distance, mais, compte tenu de la période de l'année, de l'emplacement et des températures probables de l'eau et de l'air, il a probablement succombé aux effets de l'exposition.

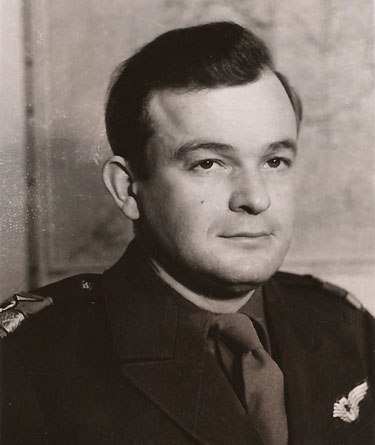
Aharon Remez, qui a servi comme sous-officier pilote avec le 41e Escadron en 1945, est devenu le premier commandant de l'armée de l'air israélienne en 1948.

- Le sergent pilote palestinien Aharon Remez a été nommé à sa première et unique unité opérationnelle, le 41e Escadron, en avril 1945 et a servi dans l'unité jusqu'en mars 1946, et n'a pas été mis au combat dans la RAF. Basé en Allemagne pendant les dernières semaines de la guerre et au-delà, il a été témoin des atrocités nazies et a souvent prêté main-forte. Les officiers du 41e Escadron ont fermé les yeux et il a reçu une permission spéciale pour lui permettre de le faire. Cela lui a permis de commencer à apporter son aide pour le passage de nombreux survivants de l'holocauste vers le Moyen-Orient. Aharon Remez a quitté la RAF en 1946 et est rentré chez lui pour défendre la formation d'un État juif. En juillet 1948, il a été nommé général de brigade et a été fondateur et premier commandant de l'Armée de l'air israélienne. Il occupe ce poste jusqu'en décembre 1950. Remez a ensuite été chef de la délégation des achats, de la mission israélienne MOD aux États-Unis, assistant du ministre de la Défense pour l'aviation, membre du comité de la Chambre et des commissions des affaires étrangères et de la défense de la 3e Knesset, directeur du département de la coopération internationale au ministère des Affaires étrangères, directeur général de l'Autorité portuaire israélienne et président de l'Autorité de l'aviation israélienne. Remez a également été ambassadeur d'Israël au Royaume-Uni de mai 1965 à juillet 1970 et a souvent rencontré ses anciens collègues du 41e Escadron de 1945 alors qu'ils étaient basés là-bas[65].
- Le Squadron leader Terry Spencer a été initialement en service dans les Royal Engineers en décembre 1939. Il a été transféré au RAFVR en tant que Plt Off en octobre 1941. Après une formation, il est affecté au 26e Escadron à Gatwick en novembre 1942 et reste avec cette unité jusqu'en février 1944. Etant promu Flt Lt, il quitte l'unité en tant que commandant de bord. Après une brève affectation au 165e Escadron, Spencer est affecté au 41e Escadron en tant que chef l'escadrille A au début de mai 1944. Arrivé juste avant le jour J, il a dirigé l'escadron sur un certain nombre d'opérations de soutien avancé à l'invasion puis a dirigé l'unité sur les opérations anti-plongeur à partir de juin 1944, lorsque la menace des V1 (Doodlebug) a commencé. En quatre mois, il est devenu un as concernant la destruction des V1, avec sept V1 abattus, et a également revendiqué un chasseur allemand détruit, mettant ainsi fin à la carrière d'un as de la Luftwaffe Emil 'Bully' Lang qui comptait 171 victoires. Spencer a été affecté au 350 Squadron au sein de la même escadre pour prendre le commandement le 4 janvier 1945. Le 26 février, cependant, il est touché par la Flak au-dessus de l'Allemagne et capturé. Un mois plus tard, il s'échappe du camp à vélo, puis à moto, avec un autre ancien pilote du 41 Sqn, le Sqn Ldr Keith 'Jimmy' Thiele, dans une escapade de style Steve-McQueen (voir le film cité ci-dessus "la grande évasion"), au cours de laquelle les deux hommes sont revenus dans les lignes alliées. Spencer retourne donc au 350 Squadron, où il reprend le commandement le 2 avril 1945. Seulement 17 jours plus tard, il a de nouveau été abattu, cette fois au-dessus de la baie de Wismar, dans le nord de l'Allemagne. Soufflé hors de son cockpit, le souffle a déployé son parachute à une hauteur de seulement 30 à 40 pieds (12 m), auquel il a miraculeusement survécu, pour être à nouveau capturé. Le saut réussi a depuis été crédité par le Livre Guinness des records comme ayant été le plus bas saut authentifié jamais enregistré. Spencer a été blessé, hospitalisé puis libéré par l'avancée des armées alliées environ deux semaines plus tard. Il a reçu une DFC immédiatement pour ses exploits. En 1947, il reçoit également la Médaille de l'Efficacité Territoriale et la Croix de Guerre belge avec Palme. Spencer est démobilisé en décembre 1945 et se dirige vers l'Afrique du Sud au printemps 1946, prenant trois semaines pour s'y rendre dans un monomoteur Percival Proctor. Il était alors employé en tant que pilote personnel de Ben du Preez, directeur général de Kimlite Industries, qui servait de couverture à l'achat illicite de diamants. Spencer est ensuite retourné au Royaume-Uni où il a rencontré l'actrice Lesley Brook qui a joué dans au moins 24 films entre 1937 et 1948. Ils se sont mariés en août 1947 et ont résidé pendant un certain temps sur l'île de Wight, avant de retourner en Afrique du Sud en juillet 1948. A cette occasion, il se lance dans une nouvelle carrière en fondant une société de photographie aérienne en octobre de la même année. L'entreprise connaît un certain succès. Il deviendra un photographe indépendant plus prospère pour LIFE Magazine, pour lequel il travaillera entre septembre 1952 et septembre 1972. Pendant son temps avec LIFE, il a couvert plusieurs conflits, dont le Biafra, le Congo et pendant la guerre du Vietnam, et a passé trois mois en tournée avec un groupe alors peu connu appelé The Beatles. Lorsque LIFE s'est replié en 1972, Spencer a rejoint le magazine People, où il a passé les 20 années suivantes. Il est l'auteur et a publié deux livres, le premier : un livre de poche, renommé sur les Beatles ("C'était il y a trente ans aujourd'hui"), et le second une autobiographie ("Vivre dangereusement"), qu'il a co-écrit avec sa femme. Après sa mort en février 2009, le Times a publié une nécrologie élogieuse d'un homme qui était un aventurier réel, et dont la vie et les exploits étaient l'étoffe même des magazines "Boys Own"[66].

## Statistiques

### Dates clés (1916–2016)
| Date               | Remarques                                                                                                   |
| ------------------ | --- |
| 15 avril 1916      | Formé en tant qu'escadron de chasse (noyau du 28 Squadron RFC)                                              |
| 22 mai 1916        | Dissous par renumérotation au 27e Escadron de réserve RFC                                                   |
| 14 juillet 1916    | Reformé en tant que 41 Squadron RFC (noyau du 27 Reserve Squadron RFC)                                      |
| 31 décembre 1919   | Dissous |
| 1er avril 1923     | Reformé en escadron de chasse                                                                               |
| 31 mars 1946       | Dissous par renumérotation au 26e Escadron                                                                  |
| 1er avril 1946     | Reformé par renumérotation du 122e Escadron                                                                 |
| 15 janvier 1958    | Dissous |
| 16 janvier 1958    | Reformé par renumérotation du 141e Escadron                                                                 |
| 31 décembre 1963   | Dissous |
| 1er septembre 1965 | Reformé sous le nom de Bloodhound Mk. Escadron de défense IIa SAM                                           |
| 1er juillet 1970   | Dissous |
| 1er avril 1972     | Reformé en escadron de chasse et d'attaque au sol                                                           |
| 31 mars 1977       | Dissous |
| 1er avril 1977     | Reformé en escadron de reconnaissance de bas niveau                                                         |
| 1er avril 2006     | Dissous |
| 1er avril 2006     | Reformé en escadron de réserve (41 (R) Squadron) et Fast Jet & Weapons Operational Evaluation Unit (FJWOEU) |
| 1er avril 2010     | Nouvelle entité, restructurée en Escadron d'essai et d'évaluation (41(R) TES)                               |

### Bases (1916–2016)
| Base                      | Location    | Arrival     |  | Base                | Location       | Arrival     |
| ------------------------- | ----------- | ----------- |  | ------------------- | -------------- | ----------- |
| Fort Rowner, Gosport      | Hampshire   | 15 Apr 1916 |  | Westhampnett        | Sussex         | 21 Jun 1943 |
| Fort Rowner, Gosport      | Hampshire   | 14 Jul 1916 |  | Tangmere            | Sussex         | 4 Oct 1943  |
| St. Omer                  | France      | 15 Oct 1916 |  | Southend            | Essex          | 7 Feb 1944  |
| Abeele                    | Belgium     | 21 Oct 1916 |  | Tangmere            | Sussex         | 20 Feb 1944 |
| Hondschoote               | France      | 24 May 1917 |  | Friston             | Sussex         | 11 Mar 1944 |
| Abeele                    | Belgium     | 15 Jun 1917 |  | Bolt Head           | Devon          | 29 Apr 1944 |
| Léalvillers               | France      | 3 Jul 1917  |  | Fairwood Common     | Glamorgan      | 16 May 1944 |
| Marieux                   | France      | 22 Mar 1918 |  | Bolt Head           | Devon          | 24 May 1944 |
| Fienvillers               | France      | 27 Mar 1918 |  | West Malling        | Kent           | 19 Jun 1944 |
| Alquines                  | France      | 29 Mar 1918 |  | Tangmere            | Sussex         | 26 Jun 1944 |
| Savy                      | France      | 9 Apr 1918  |  | Westhampnett        | Sussex         | 27 Jun 1944 |
| Serny                     | France      | 11 Apr 1918 |  | Friston             | Sussex         | 2 Jul 1944  |
| Estrée Blanche (Liettres) | France      | 19 May 1918 |  | Lympne              | Kent           | 11 Jul 1944 |
| Conteville                | France      | 1 Jun 1918  |  | B.56 Evere          | Belgium        | 4 Dec 1944  |
| St. Omer                  | France      | 14 Aug 1918 |  | B.64 Diest/Schaffen | Belgium        | 5 Dec 1944  |
| Droglandt                 | Belgium     | 20 Sep 1918 |  | Y.32 Ophoven        | Belgium        | 31 Dec 1944 |
| Halluin East              | Belgium     | 23 Oct 1918 |  | B.80 Volkel         | Netherlands    | 27 Jan 1945 |
| Tangmere                  | Sussex      | 7 Feb 1919  |  | Warmwell            | Dorset         | 7 Mar 1945  |
| Croydon                   | Surrey      | 8 Oct 1919  |  | B.78 Eindhoven      | Netherlands    | 18 Mar 1945 |
| Northolt                  | Middlesex   | 1 Apr 1923  |  | B.106 Twente        | Netherlands    | 7 Apr 1945  |
| Underway to Aden          | Yemen       | 4 Oct 1935  |  | B.118 Celle         | Germany        | 16 Apr 1945 |
| Khormaksar                | Yemen       | 20 Oct 1935 |  | B.160 Kastrup       | Denmark        | 9 May 1945  |
| Sheikh Othman             | Yemen       | 18 Mar 1936 |  | B.172 Husum         | Germany        | 21 Jun 1945 |
| Underway to Southampton   | Hampshire   | 10 Aug 1936 |  | B.158 Lübeck        | Germany        | 11 Jul 1945 |
| Catterick                 | Yorkshire   | 25 Sep 1936 |  | Warmwell            | Dorset         | 20 Aug 1945 |
| Wick                      | Caithness   | 19 Oct 1939 |  | B.158 Lübeck        | Germany        | 6 Sep 1945  |
| Catterick                 | Yorkshire   | 25 Oct 1939 |  | B.116 Wunstorf      | Germany        | 30 Jan 1946 |
| Hornchurch                | Essex       | 28 May 1940 |  | B.170 Sylt          | Germany        | 28 Feb 1946 |
| Catterick                 | Yorkshire   | 8 Jun 1940  |  | B.116 Wunstorf      | Germany        | 29 Mar 1946 |
| Hornchurch                | Essex       | 26 Jul 1940 |  | Dalcross            | Scotland       | 1 Apr 1946  |
| Catterick                 | Yorkshire   | 8 Aug 1940  |  | Wittering           | Cambridge      | 8 Apr 1946  |
| Hornchurch                | Essex       | 3 Sep 1940  |  | B.158 Lübeck        | Germany        | 29 Jun 1946 |
| Catterick                 | Yorkshire   | 23 Feb 1941 |  | Duxford             | Cambridge      | 9 Sep 1946  |
| Merston                   | Sussex      | 28 Jul 1941 |  | Wittering           | Cambridge      | 30 Sep 1946 |
| Westhampnett              | Sussex      | 16 Dec 1941 |  | Acklington          | Northumberland | 11 Nov 1946 |
| Merston                   | Sussex      | 1 Apr 1942  |  | Wittering           | Cambridge      | 20 Dec 1946 |
| Martlesham Heath          | Suffolk     | 15 Jun 1942 |  | Church Fenton       | Yorkshire      | 17 Apr 1947 |
| Hawkinge                  | Kent        | 30 Jun 1942 |  | Biggin Hill         | Kent           | 29 Mar 1951 |
| Debden                    | Essex       | 8 Jul 1942  |  | Coltishall          | Norfolk        | 1 Feb 1958  |
| Longtown                  | Cumberland  | 4 Aug 1942  |  | Wattisham           | Suffolk        | 5 Jul 1958  |
| Llanbedr                  | Merioneth   | 9 Aug 1942  |  | West Raynham        | Norfolk        | 1 Sep 1965  |
| Tangmere                  | Sussex      | 16 Aug 1942 |  | Coningsby           | Lincolnshire   | 1 Apr 1972  |
| Llanbedr                  | Merioneth   | 20 Aug 1942 |  | Coltishall          | Norfolk        | 1 Apr 1977  |
| Eglinton                  | Londonderry | 22 Sep 1942 |  | Thumrait AB4        | Oman           | 13 Aug 1990 |
| Llanbedr                  | Merioneth   | 30 Sep 1942 |  | Seeb AB             | Oman           | 29 Aug 1990 |
| Tangmere                  | Sussex      | 8 Oct 1942  |  | Muharraq            | Bahrain        | 7 Oct 1990  |
| Llanbedr                  | Merioneth   | 11 Oct 1942 |  | Incirlik            | Turkey         | Sep 1991    |
| High Ercall               | Salop       | 25 Feb 1943 |  | Gioia del Colle     | Italy          | Aug 1993    |
| Hawkinge                  | Kent        | 13 Apr 1943 |  | Incirlik            | Turkey         | Sep 2002    |
| Biggin Hill               | Kent        | 21 May 1943 |  | Coningsby           | Lincolnshire   | 1 Apr 2006  |
| Friston                   | Sussex      | 28 May 1943 |  |                     |                |             |

### Aéronefs exploités de 1916 à 2016
| Aircraft                            | Received       |  | Aircraft                        | Received       |
| ----------------------------------- | -------------- |  | ------------------------------- | -------------- |
| Airco de Havilland DH.2 ‘Scout’     | July 1916      |  | Supermarine Spitfire Mk. F.21   | April 1946     |
| Vickers F.B.5 ‘Gun Bus’             | July 1916      |  | Airspeed Oxford AS.10           | August 1947    |
| Royal Aircraft Factory F.E.8        | September 1916 |  | North American Harvard          | August 1947    |
| Airco de Havilland DH.5             | July 1917      |  | De Havilland Hornet F.1         | June 1948      |
| Royal Aircraft Factory S.E.5a       | October 1917   |  | De Havilland Hornet F.3         | August 1948    |
| Sopwith 7F.1 Snipe                  | April 1923     |  | Gloster Meteor F.4              | January 1951   |
| Armstrong Whitworth Siskin III/IIIa | April 1924     |  | Gloster Meteor F.8              | April 1951     |
| Bristol Bulldog 105A Mk. IIa        | October 1931   |  | Hawker Hunter F.5               | July 1955      |
| Hawker Demon Mk. I                  | July 1934      |  | Gloster Javelin FAW.4           | February 1958  |
| Hawker Fury Mk. II                  | October 1937   |  | Gloster Javelin FAW.8           | January 1960   |
| Supermarine Spitfire Mk. I          | December 1938  |  | Bloodhound Mk. II S.A.M.        | September 1965 |
| Supermarine Spitfire Mk. Ia         | September 1939 |  | McDonnell Douglas Phantom FGR.2 | April 1972     |
| Supermarine Spitfire Mk. IIa        | October 1940   |  | SEPECAT Jaguar GR.1             | July 1976      |
| Supermarine Spitfire Mk. Ia         | February 1941  |  | SEPECAT Jaguar GR.3             | May 1997       |
| Supermarine Spitfire Mk. IIa        | March 1941     |  | SEPECAT Jaguar T4 or GR.3a      | April 2006     |
| Supermarine Spitfire Mk. Va & Vb    | July 1941      |  | Hawker Siddeley Harrier GR9     | April 2006     |
| Supermarine Spitfire Mk. XII        | February 1943  |  | Panavia Tornado F3              | April 2006     |
| Supermarine Spitfire Mk. XIV        | September 1944 |  | Panavia Tornado GR4             | April 2006     |
| Hawker Tempest Mk. V                | September 1945 |  | Eurofighter Typhoon FGR4        | April 2013     |

### Officiers commandant (1916–2021)
| Name                                              | Commenced         |  | Name                                        | Commenced         |
| ------------------------------------------------- | ----------------- |  | ------------------------------------------- | ----------------- |
| Joseph Herbert Arthur Landon, DSO, OBE            | 20 July 1916      |  | Raymond Brown Hesselyn, MBE, DFC, DFM & Bar | 19 March 1951     |
| Frederick James Powell, OBE (POW)                 | 3 August 1917     |  | Anthony Frederick Osborne, DFC              | 30 April 1951     |
| Geoffrey Hilton Bowman, DSO, DFC, MC & Bar        | 9 February 1918   |  | John Miller, CBE, DFC, AFC, FCA             | July 1951         |
| Bernard Edward Smythies, DFC                      | 1 April 1923      |  | Maxwell Scannell OBE, DFC, AFC              | June 1953         |
| Raymond Collishaw, CB, DSO & Bar, OBE, DSC, DFC   | 1 October 1923    |  | James Castagnola, DSO, DFC & Bar            | September 1955    |
| Gilbert Ware Murlis-Green, DSO & Bar, MC & 2 Bars | 15 April 1924     |  | John William James Leggett, QCVSA           | 1 February 1958   |
| Frederick Sowrey, DSO, MC, AFC                    | 8 February 1926   |  | David Windle Hutchinson-Smith, AFC          | October 1959      |
| Robert Stanley Aitken, CB, CBE, MC, AFC           | 1 September 1928  |  | John Frederick Pinnington                   | 24 November 1961  |
| Patrick Huskinson, CBE, MC & Bar                  | 6 February 1930   |  | William Kent AFC                            | 25 September 1965 |
| Stanley Flamank Vincent, CB, DFC, AFC             | 24 October 1931   |  | Henry Ellis Angell DFC                      | 6 December 1965   |
| John Auguste Boret, CBE, MC, AFC                  | 1 May 1933        |  | George Henry Dodd                           | August 1968       |
| John Simon Leslie Adams                           | 4 March 1937      |  | Brian James Lemon MBE, AFC                  | 1 April 1972      |
| Geoffrey Augustus Graydon Johnston, CBE           | 28 August 1939    |  | Peter David Leonard Gover MBE, AFC, BSc     | March 1974        |
| Hilary Richard Lionel Hood, DFC                   | 22 April 1940     |  | Sir Charles John Thomson, GCB CBE, AFC      | October 1976      |
| Robert Charles Franklin Lister                    | 8 September 1940  |  | Christopher Granville-White CBE             | 4 December 1978   |
| Donald Osborne Finlay, DFC, AFC                   | 14 September 1940 |  | Hilton Henry Moses MBE                      | 8 March 1982      |
| Lionel Manley Gaunce, DFC                         | 9 August 1941     |  | David Kenworthy Norriss, QCVSA              | November 1984     |
| Petrus Hendrik Hugo, DSO, DFC & 2 Bars            | 20 November 1941  |  | David Henry Milne-Smith                     | March 1987        |
| John Clarke Fee                                   | 12 April 1942     |  | George William Pixton DFC, AFC              | September 1989    |
| Geoffrey Cockayne Hyde                            | 28 July 1942      |  | Derek Stephen Griggs AFC, BA                | March 1992        |
| Thomas Francis Neil, DFC & Bar, AFC               | 3 September 1942  |  | Sir Christopher Nigel Harper KBE            | October 1994      |
| Bernard Ingham, DFC                               | 25 July 1943      |  | John P. Maloney                             | January 1997      |
| Ian George Stewart Matthew, DFC                   | 20 November 1943  |  | Graham A. Wright, BSc, HCSC                 | August 1999       |
| Arthur Allan Glen, DFC & Bar                      | 26 January 1944   |  | Mark William Gardner Hopkins, MBE, MA, MSc  | March 2002        |
| Robert Hugh Chapman                               | 28 May 1944       |  | Richard M. J. MacCormac, MA                 | September 2004    |
| Douglas Ian Benham, OBE, DFC, AFC                 | 28 August 1944    |  | Gary Martin Waterfall, CBE                  | 1 April 2006      |
| John Bean Shepherd, DFC & 2 Bars                  | 8 April 1945      |  | Andrew Michael Myers, MBE, MA               | 8 June 2007       |
| Henry Ambrose, DFC & Bar                          | 28 January 1946   |  | Richard Andrew Davies, CBE, MA              | November 2009     |
| Peter Wilson Lovell, DFC, AFC                     | 1 April 1946      |  | Mark Owen Rodden                            | 6 June 2012       |
| William Hoy, DFC, AFC                             | 20 January 1948   |  | Steven Berry, MBE, MEng                     | 5 December 2014   |
| Harold Herbert Moon                               | 13 October 1948   |  | James Jody McMeeking                        | 15 September 2017 |
| James Wallace, DSO, DFC, AFC                      | November 1949     |  | Lee Gordon                                  | 1 April 2020      |

### Décorations décernées (1916-1946)
| Name                              | Date of Award |
| Distinguished Service Order       | 6             |
| --------------------------------- | ------------- |
| CLAXTON, William G.               | 2 Nov 1918    |
| LANDON, Joseph H. A.              | 4 Jun 1917    |
| MCCALL, Frederick R. G.           | 3 Aug 1918    |
| LOCK, Eric S.                     | 17 Dec 1940   |
| HUGO, Petrus H.                   | 29 May 1942   |
| BURNE, Thomas R.                  | 29 May 1945   |
| Military Cross                    | 6             |
| BAKER, Valentine H.               | 24 Jul 1917   |
| CHAPPELL, Roy W.                  | 22 Jun 1918   |
| DENISON, Amos A.                  | 3 Feb 1917    |
| MACLEAN, Loudoun J. (Bar)         | 1 Feb 1918    |
| TAYLOR, Frank H.                  | 22 Jun 1918   |
| WINNICOTT, Russell                | 18 Mar 1918   |
| Distinguished Flying Cross        | 30            |
| CLAXTON, William G.               | 3 Aug 1918    |
| CLAXTON, William G. (Bar)         | 21 Sep 1918   |
| HEMMING, Alfred S.                | 2 Nov 1918    |
| MACLEOD, Malcolm P.               | 3 Jun 1919    |
| MCCALL, Frederick R. G.           | 3 Aug 1918    |
| SHIELDS, William E.               | 2 Nov 1918    |
| SHIELDS, William E. (Bar)         | 8 Feb 1919    |
| SODEN, Frank O.                   | 8 Feb 1919    |
| STEPHENS, Eric J.                 | 3 Jun 1919    |
| RYDER, E. Norman                  | 19 Apr 1940   |
| HOOD, Hilary R. L.                | 11 Aug 1940   |
| WEBSTER, J. Terence               | 20 Aug 1940   |
| BENNIONS, George H.               | 1 Oct 1940    |
| LOCK, Eric S.                     | 1 Oct 1940    |
| LOCK, Eric S. (Bar)               | 22 Oct 1940   |
| MACKENZIE, John N.                | 15 Nov 1940   |
| LOVELL, Anthony D. J.             | 26 Nov 1940   |
| BUSH, Charles R.                  | 14 Oct 1941   |
| MARPLES, Roy                      | 14 Oct 1941   |
| BEARDSLEY, Robert A.              | 17 Oct 1941   |
| WINSKILL, Archie L.               | 6 Jan 1942    |
| FINLAY, Donald O.                 | 10 Apr 1942   |
| GLEN, Arthur A.                   | 29 May 1942   |
| GLEN, Arthur A. (Bar)             | 5 Nov 1943    |
| BENHAM, Douglas I. (Bar)          | 8 May 1945    |
| REID, Daniel J.                   | 1 Jun 1945    |
| COLEMAN, Patrick T.               | 24 Jul 1945   |
| COWELL, Peter                     | 24 Jul 1945   |
| STEVENSON, Ian T.                 | 24 Jul 1945   |
| SHEPHERD, John B. (2nd Bar)       | 14 Sep 1945   |
| PIXTON, George W.                 | 17 Jan 1991   |
| Distinguished Flying Medal        | 1             |
| PALMER, Wilfred                   | 17 Oct 1941   |
| Military Medal                    | 2             |
| BRIFFAULT, Lister, Cpl Mech       | 15 Jul 1919   |
| WOOD, James, AM2                  | 15 Jul 1919   |
| Mention in Despatches             | 5             |
| CLAXTON, William G.               | 8 Nov 1918    |
| KNOWLES, John W., Chf Mech        | 11 Jul 1919   |
| O’CONNOR, Martin, Snr Mech        | 11 Jul 1919   |
| SHIELDS, William E.               | 11 Jul 1919   |
| LOCK, Eric S.                     | 17 Mar 1941   |
| Croix de Guerre (Belgium)         | 2             |
| BOWMAN, Geoffrey H.               | 15 Jul 1919   |
| MacLEOD, Malcolm P.               | 15 Jul 1919   |
| Croix de Guerre (France)          | 2             |
| GILLESPIE, William J. (with Palm) | 22 Aug 1919   |
| MARCHANT, Clarence H. (with Palm) | 12 Feb 1918   |

### Prisonniers de guerre (1916-1918) (1939-1945)
| Première Guerre mondiale |                   |  | Seconde Guerre mondiale |                    |
| Nom                      | Date de capture   |  | Nom                     | Date de capture    |
| ------------------------ | ----------------- |  | ----------------------- | ------------------ |
| BUCKNALL, Claude V.      | 5 octobre 1918    |  | APPLETON, Arthur S.     | 18 décembre 1944   |
| CARTER, Guy L.           | 8 août 1918       |  | BREW, William A.        | 27 août 1941       |
| CLARK, Frederick S.      | 29 octobre 1917   |  | BULL, Alan L.           | 12 août 1941       |
| CLATON, William G.       | 17 août 1918      |  | CHAPMAN, Raymond        | 12 août 1941       |
| COOKE, Philippe B.       | 28 septembre 1918 |  | DRAPER, Gilbert GF      | 7 août 1941        |
| CRAWFORD, Charles        | 24 septembre 1918 |  | GRAHAM, Peter B.        | 1er septembre 1944 |
| DEANE, George S.         | 26 novembre 1916  |  | HARDING, Ross P.        | 13 février 1945    |
| DWYER, Neville Auguste   | 22 septembre 1918 |  | HAYWOOD, Douglas        | 27 août 1943       |
| FRASER, Andrew           | 3 mai 1917        |  | HENRY, David JV         | 10 février 1945    |
| HAIGHT, John L.          | 28 septembre 1917 |  | HIND, Pierre            | 31 août 1941       |
| CHEVEUX, Norman B.       | 7 juin 1917       |  | HOARE, Reginald M.      | 1 avril 1943       |
| HALL, Ernest O.W.        | 27 octobre 1918   |  | PALMER, Wilfred         | 12 avril 1942      |
| HEWAT, Harry B.          | 28 septembre 1918 |  | PARRY, Hugh L.          | 7 février 1944     |
| ISBEL, Arthur T.         | 21 mars 1918      |  | PRICKETT, Leslie A.     | 17 décembre 1943   |
| MacGOWN, John C.         | 7 juillet 1917    |  | ROOD, Albert van        | 12 avril 1942      |
| MILANI, Rudolph S.       | 28 mai 1918       |  | SLACK, Thomas AH        | 23 août 1944       |
| MITCHELL, Guillaume      | 28 septembre 1918 |  | STAPLETON, William A.   | 1 juin 1940        |
| POWELL, Frederick J.     | 2 février 1918    |  | STOK, Bram van der      | 12 avril 1942      |
| SMITH, AF                | 28 septembre 1918 |  | TEBBIT, Donald FJ       | 22 février 1945    |
| STRUGESS, Thomas M.      | 26 juin 1917      |  | WAGNER, Herbert A.      | 2 juin 1944        |
| TELFER, Harry C.         | 28 septembre 1918 |  | WILLIAMS, Marx G.       | 18 août 1941       |

### Evadés 1939-1945
| Nom                 | Période                    | Détails                                                |
| ------------------- | -------------------------- | ------------------------------------------------------ |
| WINSKILL, Archie L. | août-novembre 1941         | Evadé et renvoyé au Royaume-Uni                        |
| SLACK, Thomas AH    | juillet-août 1943          | Evadé et renvoyé au Royaume-Uni                        |
| PRICKETT, Leslie A. | août-décembre 1943         | Évadé pendant quatre mois, mais capturé                |
| MAI, Stanley H.     | Septembre-octobre 1943     | Evadé et renvoyé au Royaume-Uni                        |
| PARRY, Hugh L.      | septembre 1943 - mars 1944 | Evadé pendant six mois, mais capturé                   |
| STOK, Bram van der  | Mars 1944                  | Échappé dans 'Great Escape' et retourné au Royaume-Uni |

### Membres du club du cochon d'inde
| Nom                    | Date de la blessure | Service sur 41 Esc                 |
| ---------------------- | ------------------- | ---------------------------------- |
| BENNIONS, George H.    | 1 octobre 1940      | 16 février 1936 - 1er octobre 1940 |
| LANE, Roy              | 26 août 1940        | 6 avril-ca 27 septembre 1943       |
| LOCK, Éric S.          | 17 novembre 1940    | 18 juin-17 novembre 1940           |
| BALEINE, F. Victor     | 11 décembre 1944    | 7 mars 1945 - 12 février 1946      |
| WOOLLARD, Frederick G. | 18 juillet 1944     | 18 décembre 1943 - 18 juillet 1944 |

### Tableau d'honneur 1916-2016
| Name                       | Nationality   | Date        |  | Name                     | Nationality   | Date         |
| 1916-1919                  |               |             |  | 1939–1945                |               |              |
| -------------------------- | ------------- | ----------- |  | ------------------------ | ------------- | ------------ |
| ALEXANDER, Thomas M.       | British       | 17 Aug 1918 |  | CHATTIN, Peter W.        | British       | 3 Sep 1944   |
| ARBERY, Ernest E.          | British       | 6 Jun 1917  |  | COPE, Arthur R.          | Australian    | 9 Mar 1943   |
| BAILEY, Louis J.           | British       | 17 Jun 1917 |  | COPLEY, John J. H.       | British       | 14 Sep 1939  |
| BARWELL, Humphrey E.       | British       | 3 Feb 1918  |  | CROKER, Eric E.          | New Zealander | 2 Jun 1941   |
| BROWNING, Stanley F.       | British       | 3 May 1917  |  | DUNSTAN, Bruce P.        | British       | 12 Feb 1942  |
| BUSH, John S. de L.        | British       | 25 Aug 1917 |  | EAST, Walter R.          | British       | 3 May 1943   |
| CHAPMAN, Alfred J.         | British       | 18 Sep 1917 |  | FLEMING, Douglas         | Canadian      | 23 Nov 1941  |
| CHIPCHASE, Benjamin        | British       | 20 Mar 1918 |  | GAMBLEN, Douglas R.      | British       | 29 Jul 1940  |
| CODY, Samuel F. L.         | British       | 23 Jan 1917 |  | GARVEY, Leonard A.       | British       | 30 Oct 1940  |
| DOUGLAS, Frederick W.      | Canadian      | 12 Aug 1918 |  | GAUNCE, Lionel M.        | Canadian      | 19 Nov 1941  |
| ECCLES, Charley G.         | British       | 25 May 1917 |  | GILDERS, John S.         | British       | 21 Feb 1941  |
| EDWARDS, Arthur W.         | British       | 10 Oct 1917 |  | GILLITT, Frank N.        | British       | 22 Oct 1942  |
| FRASER, Alistair H.        | British       | 11 Aug 1918 |  | GOODALL, Bernard B.      | New Zealander | 15 Aug 1942  |
| GORDON, John A.            | Canadian      | 12 Aug 1918 |  | GRAY, James A. B.        | British       | 3 Oct 1943   |
| HOLMAN, Gerald C.          | British       | 17 Sep 1917 |  | HARRIS, Albert           | British       | 18 Oct 1939  |
| JACKSON, Harold            | British       | 7 Jun 1917  |  | HARRISON, Ronald         | British       | 22 Oct 1942  |
| JONES, Harold E.           | British       | 22 Nov 1917 |  | HIND, Peter              | British       | 8 Jul 1942   |
| MacGREGOR, Donald A. D. I. | British       | 30 Nov 1917 |  | HOGARTH, Rycherde H. W.  | South African | 18 Jul 1943  |
| MARTIN, Frederick W. H.    | Canadian      | 9 Aug 1918  |  | HOGG, Ralph V.           | British       | 10 Dec 1940  |
| McARDLE, Hugh F.           | British       | 18 Sep 1917 |  | HOOD, Hilary R. L.       | British       | 5 Sep 1940   |
| McCONE, John P.            | Canadian      | 24 Mar 1918 |  | HUNT, Leonard            | British       | 16 Sep 1941  |
| MITCHELL, William          | British       | 10 Oct 1918 |  | HYDE, Geoffrey C.        | British       | 19 Aug 1942  |
| MORRIS, Walter A.          | British       | 2 Oct 1918  |  | JENKIN, Thomas E.        | British       | 5 May 1942   |
| NICHOLLS, Edward C. H. R.  | British       | 20 Sep 1918 |  | JONES, Horace            | British       | 18 Oct 1939  |
| O'LONGAN, Paul C. S.       | Irish         | 1 Jun 1917  |  | JURY, Richard D.         | British       | 18 Aug 1941  |
| PAYNE, Hubert              | British       | 4 Jan 1917  |  | LANGLEY, Gerald A.       | British       | 15 Sep 1940  |
| PERKINS, Thorold           | British       | 31 May 1917 |  | LECKY, John G.           | British       | 11 Oct 1940  |
| PINK, Alan L.              | British       | 30 Oct 1918 |  | LEGARD, William E.       | British       | 1 Jun 1940   |
| STANLEY, Frederick         | British       | 26 Oct 1917 |  | LLOYD, Philip D.         | British       | 15 Oct 1940  |
| SWANN, Gerald H.           | British       | 18 Oct 1917 |  | McADAM, John             | British       | 20 Feb 1941  |
| TAYLOR, Robert E.          | Canadian      | 17 Sep 1917 |  | MORGAN, Harry P. D.      | British       | 27 Aug 1941  |
| THOMPSON, William G.       | British       | 14 Jul 1917 |  | MOTTERSHEAD, Clifford H. | British       | 2 Mar 1945   |
| TOOMS, Cecil S.            | British       | 24 Jan 1917 |  | MURRIN, Wilfred F.       | British       | 18 May 1943  |
| TRIMBLE, Alan V.           | British       | 25 Aug 1918 |  | ODDY, Clifford           | British       | 17 Jul 1944  |
| TUCKER, Donald C.          | British       | 24 Mar 1918 |  | O'NEILL, Desmond H.      | Irish         | 11 Oct 1940  |
| TURNBULL, John S.          | British       | 17 Jun 1918 |  | OVERALL, Horace E. H.    | Canadian      | 6 Nov 1939   |
| WEISS, Edward S.           | British       | 22 Nov 1917 |  | OXENHAM, Russel E. G.    | British       | 24 Sep 1942  |
| WHITEHEAD, Reginald M.     | British       | 22 Nov 1917 |  | POYNTON, T. Rex          | Zululand      | 23 Apr 1943  |
| WINNICOTT, Russell         | British       | 6 Dec 1917  |  | ROBINSON, Kenneth B.     | Irish         | 7 Jun 1944   |
|                            |               |             |  | SCOTT, Thomas R.         | British       | 22 Oct 1942  |
| 1923–1939                  |               |             |  | SCOTT, William J. M.     | British       | 8 Sep 1940   |
|                            |               |             |  | SHEA, David J.           | Canadian      | 13 Mar 1944  |
| ADDAMS, Anthony C.         | British       | 16 Jun 1926 |  | SHEPHERD, John B.        | British       | 22 Jan 1946  |
| ALLDAY, Francis            | British       | 9 Jun 1936  |  | SHORT, Roger L.          | British       | 17 Jul 1944  |
| BAILEY, Allan S.           | British       | 9 Jun 1936  |  | THOMAS, John I.          | British       | 24 Apr 1943  |
| BAKER, Frank               | British       | 18 May 1934 |  | VALIQUET, Charles N.     | Canadian      | 9 May 1942   |
| MITCHELL, Kenneth          | British       | 18 Jul 1939 |  | VAN GOENS, Ryklof        | Dutch         | 17 Aug 1944  |
| ST. GEORGE-TAYLOR, Harold  | British       | 9 Oct 1924  |  | VINCENT, Arthur          | British       | 18 Oct 1939  |
| SAWYER, Wilfred            | British       | 6 Aug 1930  |  | VYKOUKAL, Karel J.       | Czech         | 21 May 1942  |
| SERJEANT, George V.        | British       | 16 Mar 1939 |  | WAINWRIGHT, Derek W.     | British       | 10 Jun 1942  |
| SLOWEY, Henry E.           | New Zealander | 23 Aug 1932 |  | WATTS, Edward G. H.      | British       | 12 Apr 1942  |
| VAUGHAN-FOWLER, Denis G.   | British       | 7 Aug 1931  |  | WEBSTER, J. Terence      | British       | 5 Sep 1940   |
|                            |               |             |  | WHITEFORD, Cyril J. L.   | Rhodesian     | 13 Oct 1941  |
| 1939–1946                  |               |             |  |                          |               |              |
| .                          |               |             |  | 1946 – present           |               |              |
| ALLAN, Reginald C.         | Australian    | 20 Jul 1942 |  |                          |               |              |
| ALLEN, John J.             | Australian    | 20 Jun 1942 |  | SHEPHERD, John B.        | Canadian      | 22 Jan 1946  |
| ANGUS, Robert A.           | British       | 20 Feb 1941 |  | MUNROE, John P. J.       | British       | 17 Apr 1956  |
| BACHE, Leslie L.           | British       | 13 Oct 1941 |  | COULSTON, Roger T.       | British       | 13 Oct 1956  |
| BALASSE, Maurice A. L.     | Belgian       | 23 Jan 1945 |  | TAYLOR, Earl             | American      | 11 July 1958 |
| BEDNARZ, Jozef             | Polish        | 1 Feb 1943  |  | ROE, Brian               | British       | 21 May 1983  |
| BLITZ, Morris              | British       | 13 Oct 1940 |  | MESSENGER, Michael J.    | British       | 21 May 1983  |
| BODKIN, W. Fred            | Canadian      | 28 Aug 1941 |  | ARMSTRONG, Paul T.       | British       | 21 May 1983  |
| BOYD, Robert J.            | British       | 6 Sep 1943  |  | SWASH, Derrick           | British       | 21 May 1983  |
| BOYLE, John G.             | Canadian      | 28 Sep 1940 |  | WINSHIP, Stuart          | British       | 21 May 1983  |
| BRIGGS, Michael F.         | British       | 2 Apr 1941  |  | MANNHEIM, Andrew S.      | British       | 17 Jun 1987  |
| CHALDER, Harry H.          | British       | 10 Nov 1940 |  | NOBLE, Greg              | British       | 23 Jan 1996  |

### Remarques
1. 1 2 3 4  Operations Record Book for 41 Squadron RFC/RAF, Oct 1916 – Jan 1919, TNA AIR 1/1791/204/153/1-4 & 1/1792/204/153/5-6, 8 & 10
2. 1 2  History of 41 Squadron, R.A.F., 1916–1927; TNA AIR 1/692/21/20/41
3. ↑  Commonwealth War Graves Commission, Operations Record Book for 41 Squadron RFC/RAF, Oct 1916 – Jan 1919, TNA AIR 1/1791/204/153/1-4 & 1/1792/204/153/5-6, 8 & 10, Recording Officer’s Diary, 41 Squadron RAF, 9 Oct. 1916 – 30 May 1917; TNA AIR 1/1791/204/153/11, and Record of Enemy Aircraft Brought Down, Jan. 1917-Nov. 1918, 41 Squadron RAF, TNA AIR 1/1792/204/153/16
4. 1 2 3 4 5 6 7 8  41 Squadron Operations Record Book, TNA AIR 27/424.
5. ↑  The Times, 29 July 1929
6. ↑  « The Loss of H.M. Airship R101 », Flight, vol. XXII, no 1137,‎ 10 octobre 1930, p. 1107–1114 (lire en ligne, consulté le 11 février 2016)
7. ↑  The Times, 27 June, 1 July, 2 July, & 3 July 1935
8. ↑  The Times, 14 August & 2 November 1936
9. ↑  The Times, 14 August & 16 September 1936
10. ↑  Calculation based on cost information for early Spitfires provided in "Spitfire; The History", Eric B. Morgan & Edward Shacklady, 1987,  (ISBN 0-946219-48-6).
11. ↑  41 Squadron Operations Record Book, TNA AIR 27/424, Air of Authority – A History of RAF Organisation, Air Officer Biographies, http://www.rafweb.org/Biographies/1-Cdrs_Alp_ind.htm, and Flying Accident Cards, Air Ministry Form 1180, Royal Air Force Museum, Grahame Park Way, Hendon, United Kingdom, NW9 5LL.
12. ↑  41 Squadron Operations Record Book, TNA AIR 27/424, Commonwealth War Graves Commission, and Brew (2014), pp 281–285.
13. ↑  Brew (2014), p. 357.
14. ↑  41 Squadron Operations Record Book, TNA AIR 27/425, and Brew (2014), p. 430.
15. ↑  41 Squadron Operations Record Book, TNA AIR 27/425, and Brew (2014), pp. 580–587.
16. ↑  41 Squadron Operations Record Book, TNA AIR 27/425, and Brew (2012), pp. 23–39.
17. ↑  41 Squadron Operations Record Book, TNA AIR 27/425.
18. ↑  41 Squadron Operations Record Book, TNA AIR 27/425
19. ↑  « Lexique - Abréviations », sur francecrashes39-45.net (consulté le 29 septembre 2022).
20. ↑  Operations Record Books for 41 Squadron (TNA AIR 27/425), RAF Tangmere (TNA AIR 28/815), and 11 Group RAF (TNA AIR 25/194-195 and 25/206-208).
21. ↑  41 Squadron Operations Record Book, TNA AIR 27/426, and Brew (2012), Chapter 6.
22. ↑  Brew (2012), p. 498.
23. 1 2  41 Squadron Operations Record Book, TNA AIR 27/426.
24. ↑  41 Squadron Operations Record Book, TNA AIR 27/426, and Brew (2012), Chapter 10.
25. 1 2  41 Squadron Operations Record Book, TNA AIR 27/2413.
26. ↑  "Flying Made My arms Ache", Wally Wallens DFC, and 41 Squadron Operations Record Book, TNA AIR 27/425.
27. ↑  41 Squadron Operations Record Books, TNA AIR 27/424-426, Brew (2014), pp. 748–818 (Pilot Biographies 1939–42), and Brew (2012), pp. 776–831 (Pilot Biographies 1942–45).
28. ↑  Brew, summary of casualties in "Blood, Sweat and Courage" (Fonthill, 2014), and "Blood, Sweat and Valour" (Fonthill, 2012).
29. ↑  « Air Chief Marshal Sir Theodore McEvoy (16181) », Air of Authority – A History of RAF Organisation (consulté le 30 juillet 2016).
30. ↑  The Times, 13 May & 5 July 1957
31. 1 2 3  « Royal Air Force Station Biggin Hill », Biggin Hill Web Site (consulté le 30 juillet 2016).
32. 1 2  Parsons, « 41 Squadron: Seek and Destroy », Air-Scene UK (consulté le 30 juillet 2016).
33. ↑  « Air Vice-Marshal V S Bowling (24197) », Air of Authority – A History of RAF Organisation (consulté le 30 juillet 2016).
34. ↑  « Target Lock: Jaguar : Squadron Service : Royal Air Force » [archive du 24 septembre 2015] (consulté le 27 août 2015).
35. ↑  « RIC provides picture perfect intelligence to ONW commanders | CTLOPEZ.COM ».
36. ↑  « Sepecat Jaguar Recce Pod, 601GP(1), DJRP », airrecce.co.uk (consulté le 30 juillet 2016).
37. ↑  « Enhanced Vision System », HCL Technologies (consulté le 7 août 2016).
38. ↑  « Target Lock: Jaguar : Squadron Service : Royal Air Force » [archive du 24 septembre 2015], targetlock.org.uk (consulté le 7 août 2016).
39. ↑  « Delivering Security in a Changing World: Future Capabilities » [archive du 2 août 2006], p. 9.
40. ↑  « Delivering Security in a Changing World: Future Capabilities » [archive du 2 août 2006], p. 12.
41. ↑  « Royal Air Force Coltishall »(Archive.org • Wikiwix • Archive.is • Google • Que faire ?), Spirit of Coltishall Association (consulté le 30 juillet 2016).
42. 1 2  « 41 Sqn 100 History », RAF Coningsby, Royal Air Force (consulté le 7 août 2016).
43. ↑  « No. 41 Squadron Battle of Britain Event », Royal Air Force, 8 septembre 2010 (consulté le 11 février 2016).
44. ↑  « Aviation Photography – 41 Squadron RAF », Target Aviation Photography (consulté le 7 août 2016).
45. ↑  « Securing Britain in an Age of Uncertainty: The Strategic Defence and Security Review » [archive du 15 octobre 2012], TSO, octobre 2010 (consulté le 11 février 2016).
46. ↑  « First squadron loses its Harriers », Key.Aero, 4 novembre 2010 (consulté le 7 août 2016).
47. ↑  « Royal Wedding Flypast Rehearsal », RAF Coningsby,‎ 27 avril 2011 (lire en ligne, consulté le 7 août 2016)
48. ↑  « Olympic and Battle of Britain Hero Commemorated », Royal Air Force, 3 août 2012 (consulté le 11 février 2016).
49. ↑  « Blood, Sweat and Valour », brew.clients.ch (consulté le 7 août 2016).
50. ↑  « Blood, Sweat and Courage », brew.clients.ch (consulté le 7 août 2016).
51. ↑  « Typhoons in new colours », Royal Air Force, 22 avril 2013 (consulté le 11 février 2016).
52. ↑  « Eurofighter EF-2000/Typhoon | RAF 41 Squadron BAE Typhoon FGR.4 ZJ914/EB-H at the Waddington Airshow (2013) ».
53. ↑  (en-US) « 41 Sqn Association », 41 Squadron, 12 mars 2016 (consulté le 7 août 2016).
54. ↑  « Tornado GR4 Farewell », Seek and Destry, 16 octobre 2017 (consulté le 24 mars 2022).
55. ↑  « Eurofighter Typhoon enhancement programme: our crucial role », Qinetiq, 19 janvier 2018 (consulté le 29 juin 2019).
56. ↑  « Barksdale: This life, this death », Air Force,‎ octobre 2017, p. 112 (lire en ligne)
57. ↑  « Frederick McCall », First World War (consulté le 29 juin 2019).
58. ↑  Constable, « Raymond Collishaw World War I Fighter Ace: A Short History » [archive du 6 avril 2016], Canadian Air Aces and Heroes (consulté le 21 juillet 2016).
59. ↑  « Air Commodore P. Huskinson », Air of Authority, 2013 (consulté le 4 août 2014).
60. ↑  (en) « Obituary – Squadron Leader 'Ben' Bennions », The Daily Telegraph,‎ 12 février 2004 (lire en ligne, consulté le 29 juin 2019)
61. ↑  « Don Finlay » [archive du 17 avril 2020], Sports-reference (consulté le 29 juin 2019).
62. ↑  (en) D. Tidy, « South African Air Aces of World War II », Military History Journal, vol. 1, no 4,‎ juin 1969 (lire en ligne)
63. ↑  « Obituary: Bram van der Stok » [archive du 11 mars 2011], the Daily Telegraph, 1er juillet 1993 (consulté le 29 juin 2019).
64. ↑  (en) « Prince Emanuel Galitzine », The Telegraph,‎ 9 janvier 2003 (lire en ligne, consulté le 29 juin 2019)
65. ↑  Brew (2012), pp. 707 & 815.
66. ↑  « Sqn Ldr Terry Spencer » [archive du 12 juin 2011], 350 Squadron (consulté le 29 juin 2019).
67. ↑  Barrass, « Air Commodore Maxwell Scannell », Air of Authority – A History of RAF Organisation (consulté le 11 février 2016).
68. ↑  Barrass, « Air Vice-Marshal Raymond Collishaw », Air of Authority – A History of RAF Organisation (consulté le 11 février 2016).
69. ↑  « Flight Lieutenant J Castagnola DSO DFC » (consulté le 14 février 2020).
70. ↑  « Group Captain David Hutchinson Smith », The Daily Telegraph,‎ 21 juillet 2007 (lire en ligne, consulté le 11 février 2016)
71. ↑  Barrass, « Air Vice-Marshal Robert Stanley Aitken », Air of Authority – A History of RAF Organisation (consulté le 11 février 2016).
72. ↑  « Service Appointments: Pinnington », The Daily Telegraph, 27 novembre 1961 (consulté le 6 mars 2022).
73. ↑  Barrass, « Air Commodore Patrick Huskinson », Air of Authority – A History of RAF Organisation (consulté le 11 février 2016).
74. ↑  « Service Appointments: W. Kent », The Daily Telegraph, 11 octobre 1965 (consulté le 6 mars 2022).
75. ↑  Barrass, « Air Vice Marshal Stanley Flamank Vincent », Air of Authority – A History of RAF Organisation (consulté le 11 février 2016).
76. ↑  Haslam, « A Celebration of the Life of Wg Cdr HE 'Bill' Angell DFC RAF (Retd) », 207 Squadron RAF History, 2013 (consulté le 11 février 2016).
77. ↑  Barrass, « Air Vice Marshal John Auguste Boret », Air of Authority – A History of RAF Organisation (consulté le 11 février 2016).
78. ↑  « Deaths Announcements: Lemon »(Archive.org • Wikiwix • Archive.is • Google • Que faire ?), The Daily Telegraph, 2 novembre 2013 (consulté le 11 février 2016).
79. ↑  « What Happened to Squadron Leader Robin Hood? », BBC – WW2 People's War, 15 novembre 2003 (consulté le 11 février 2016).
80. ↑  « F/Lt. L. M. Gaunce », Battle of Britain London Monument (consulté le 11 février 2016).
81. ↑  « Sergeant J. B. Shepherd », Battle of Britain London Monument (consulté le 11 février 2016).
82. ↑  « Wing Commander William Hoy », The Daily Telegraph,‎ 27 décembre 2012 (lire en ligne, consulté le 11 février 2016)
83. ↑  Barrass, « Air Commodore James Wallace », Air of Authority – A History of RAF Organisation (consulté le 11 février 2016).
84. ↑  Sources: 41 Squadron ORB 1916–1919 (TNA AIR 1/1791/204/153/1-4 & 1/1792/204/153/5-6, 8 & 10) and 'Reports by Repatriated or Escaped R.A.F. Officer Prisoner of War' (TNA AIR 1/1206/204/5/2619 & AIR 1/1207/204/5/2619).
85. ↑  Sources: 41 Squadron ORB (TNA AIR 27/424-426) and 'War Office: Directorate of Military Intelligence: Liberated Prisoner of War Interrogation Questionnaires' 1945–1946 (TNA WO 344).
86. ↑  Died of wounds in captivity 8 July 1942.
87. ↑  Shot down whilst attached to 91 Squadron for operational training.
88. ↑  Shot down 24 September 1943, but hidden by Resistance until his capture on this date.
89. ↑  Shot down 27 August 1943, but hidden by Resistance until his capture on this date.
90. ↑  One of only three successful escapees of the 75 men involved in the mass breakout from Stalag Luft III on 24 March 1944, now known as "The Great Escape".
91. ↑  Sources: 41 Squadron Operations Record Book (TNA AIR 27/425-426) and 'Escape/Evasion Reports: Code MI9/SPG' (TNA WO 208)
92. ↑  Sources: 41 Squadron Operations Record Book (TNA AIR 27/424-426) and 'McIndoe's Army; The injured airmen who faced the world', Peter Williams & Ted Harison, Pelham Books, 1979,  (ISBN 0 7207 1191 6).